# Norrlands nation
Norrlands nation är en  studentnation i Uppsala med omkring 9 000 medlemmar. Nationen riktar sig främst till studerande vid Uppsala universitet och Sveriges lantbruksuniversitet som kommer från Norrland, men numera kan alla eftergymnasiala studerande beviljas medlemskap. Vid Uppsala universitet var medlemskap i en nation före den 1 juli 2010  obligatoriskt, det så kallade nationsobligatoriet.
Nationen är religiöst och partipolitiskt obunden och ger sina medlemmar tillgång till bibliotek, studieplatser, bostäder, stipendier samt möjligheter att delta i många olika idrotts-, kultur- och nöjesaktiviteter. Trots namnet omfattar nationen historiskt sett inte studenter från hela Norrland, utan endast de landskap som tillhör Härnösands stift och det år 1904 bildade Luleå stift. Nationen bildades 1827 genom en sammanslagning av några mindre nationer med rötter tillbaka till 1600-talets mitt.

## Historia

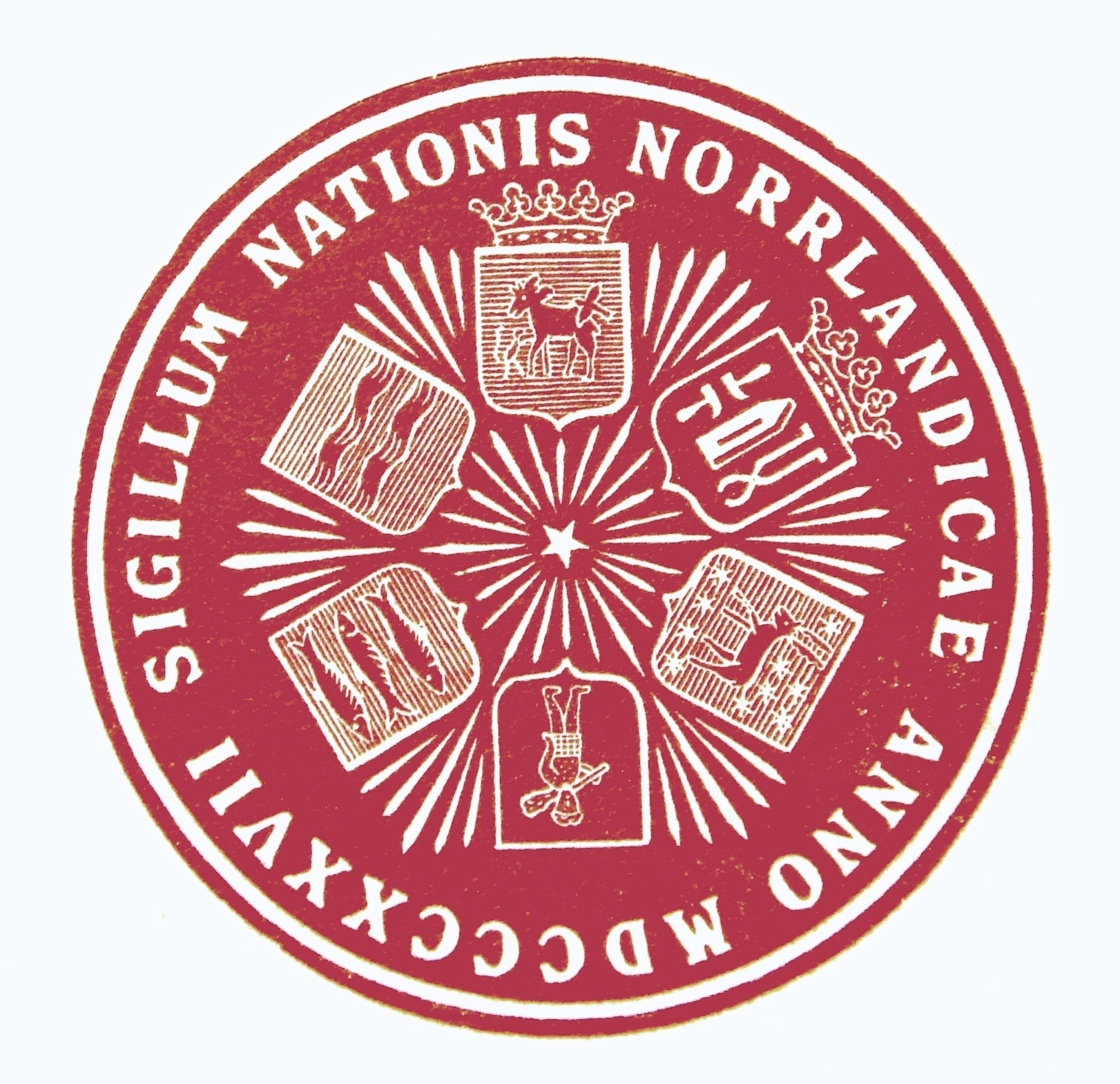
Norrlands nations sigill från 1830.

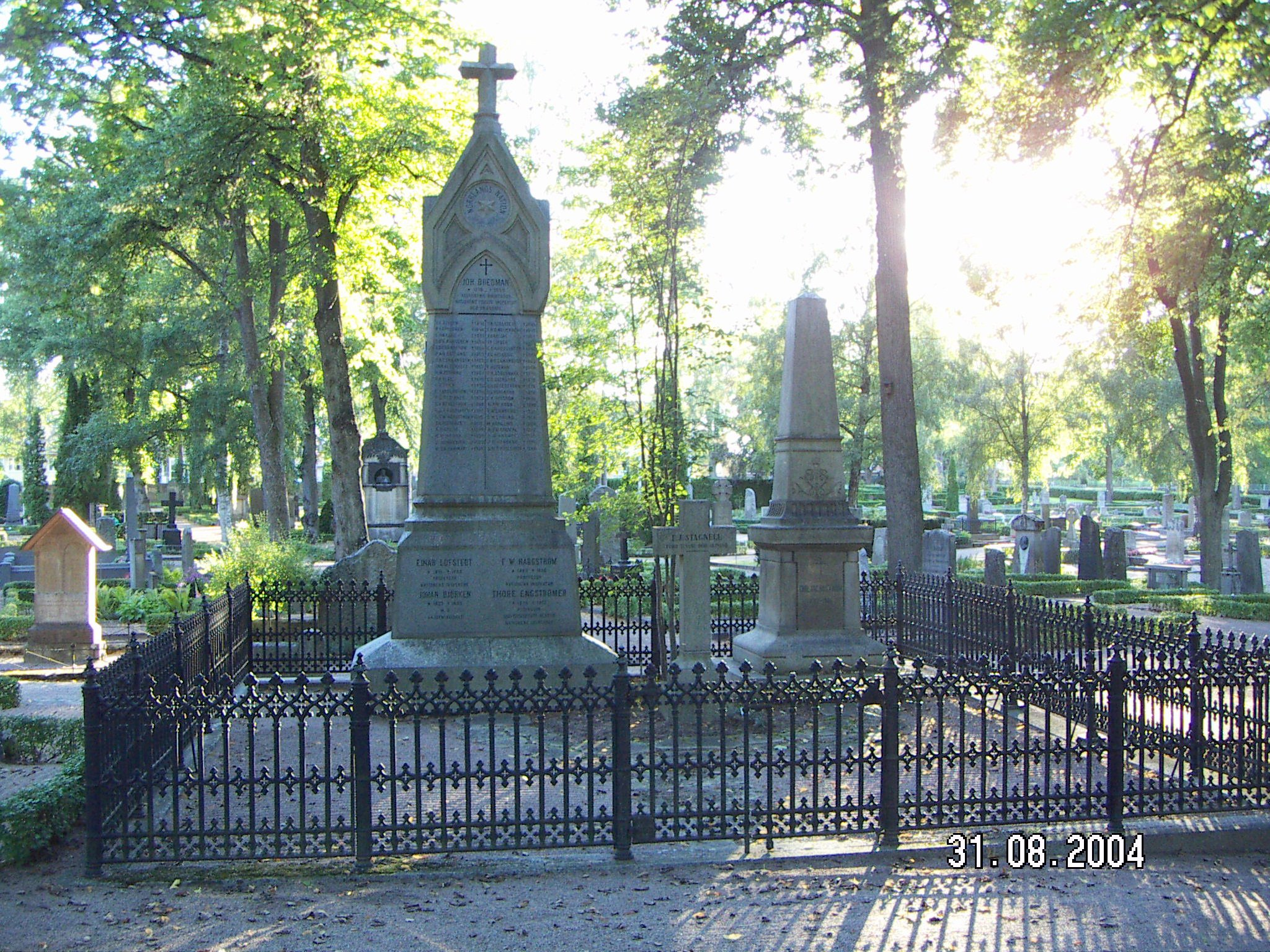
Norrlands nationsgrav, från 1845, på Uppsala gamla kyrkogård.

### Nationens uppkomst
När studentnationerna i Uppsala bildades i mitten av 1600-talet var Härnösands gymnasium, förutom gymnasiet i Gävle, det enda i hela Norrland. Det skulle dröja 200 år innan ytterligare gymnasier etablerades i regionen. Så gott som alla norrländska studenter hade därför vid denna tid studerat i Härnösand, liksom de studenter som kom från de till Sverige nyss införlivade landskapen Jämtland och Härjedalen. Det var därför naturligt för dessa studenter att sluta sig samman och 1646 bildades så den Ångermanländska nationen. De västerbottniska studenterna valde dock att stå utanför. De bildade istället året därpå, 1647, den Västerbottniska nationen. Efter hand bestämdes av universitetet att nationerna från och med år 1663 skulle ställas under överinseende av en inspektor. Under perioden 1663 till 1667 var ångermanlänningar, medelpadingar, västerbottningar och österbottningar sammanförda till en grupp, men med tre inspectores: Sidenius, Gavelius och Buskagrius.
Den förste egne inspektorn för den Ångermanländska nationen blev Johannes Petri Buskagrius 1667. Han var dock tvungen att några år senare avgå på grund av en djup depression, s.k. melankoli. Den Västerbottniska nationens förste inspektor blev Erik Benzelius d.ä. som senare blev Sveriges ärkebiskop. Han var inspektor mellan åren 1667 och 1687. Inom den Ångermanländska nationen visade det sig att det fanns en rivalitet redan från allra första början mellan å ena sidan ångermanlänningarna och andra sidan medelpadingarna och jämtarna. Denna rivalitet skulle komma att trappas upp under åren som följde och slutligen skulle dessa meningsskiljaktigheter få sin yttersta prövning i samband med ett kuratorsval den 7 december 1685. I detta val misslyckades de medelpadska och jämtska studenterna att få sin kandidat vald, vilket ledde till bråk och senare till att dessa studenter skriftligen begärde en separation och bildade den Medelpado-Jämtländska nationen i januari 1686.
Under 1700-talet sjönk antalet medlemmar i de tre nationerna och man fick svårt att underhålla verksamheten. Det berättas att, vid ett tillfälle under 1780-talet, kuratorn Jöns Svanberg själv utgjorde hela den Västerbottniska nationen. Mot slutet av seklet väcktes tanken att återförena de Ångermanländska och Medelpado-Jämtländska nationerna. Bland jämtarna fanns, framför allt hos Carl Zetterström, en inflytelserik senior vid nationen, ett starkt motstånd mot tanken på en nationssammanslagning. Istället gick ångermanlänningarna år 1800 ihop med västerbottningarna i en ny nation, den så kallade Bottniska nationen.

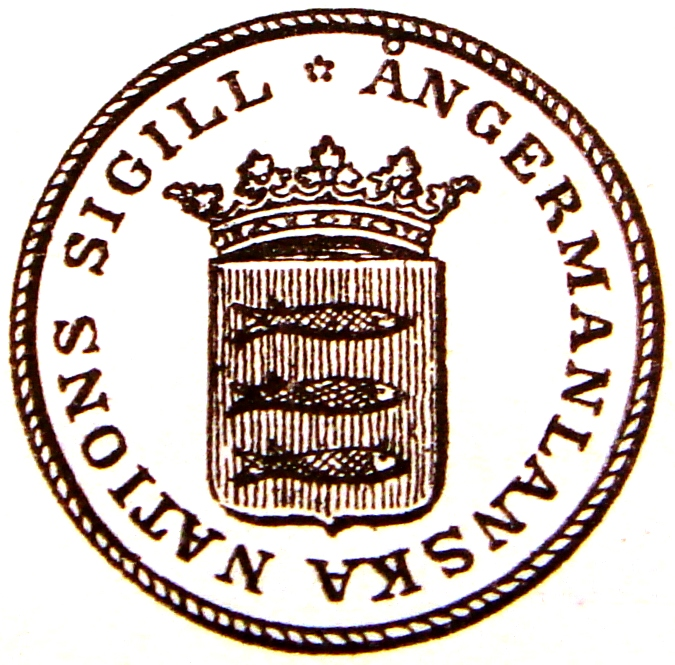
Ångermanländska nationens sigill 1646–1800.
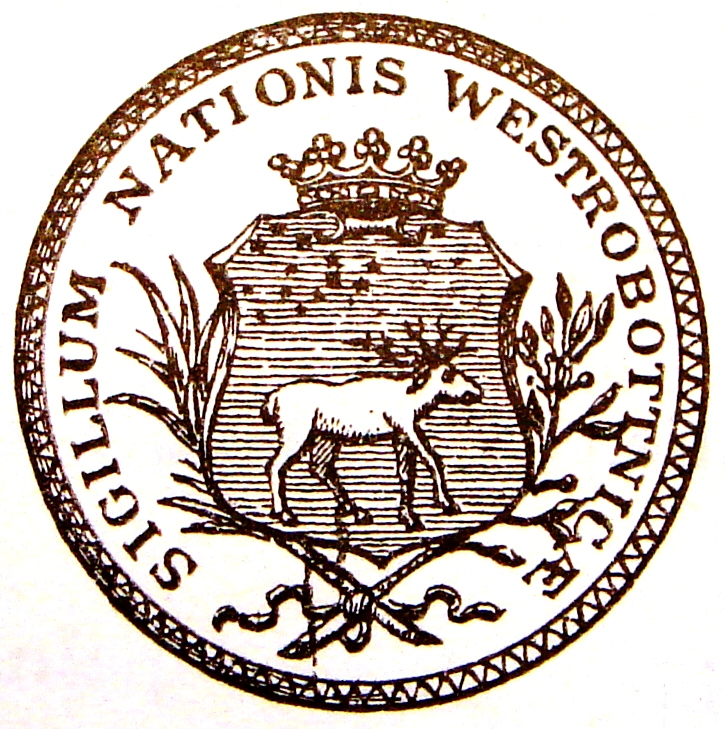
Västerbottniska nationens sigill 1647–1800.
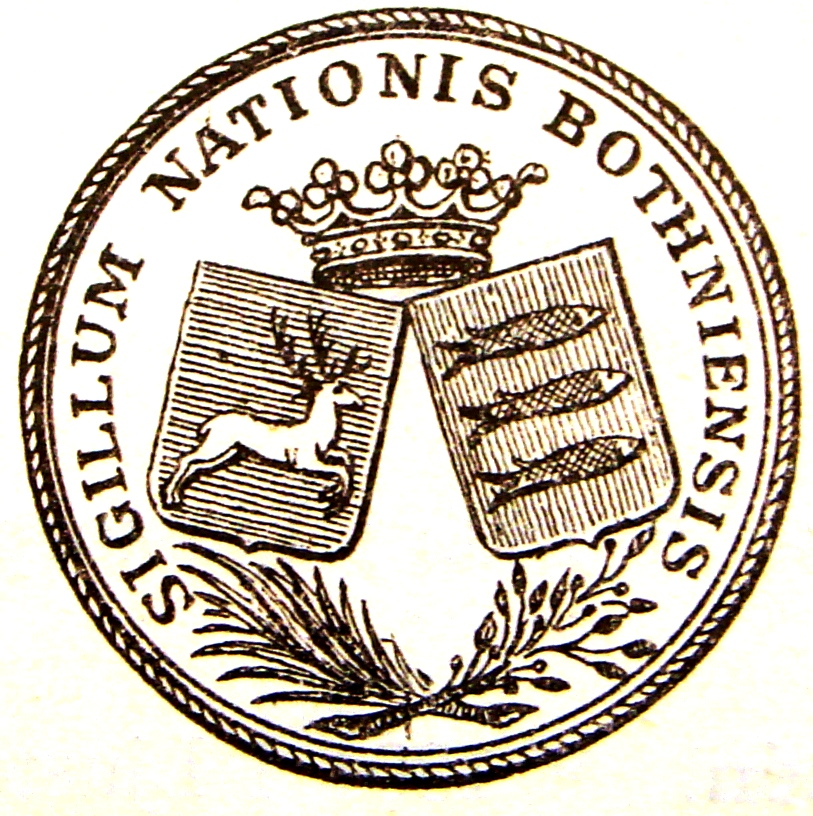
Bottniska nationens sigill 1800–1827.
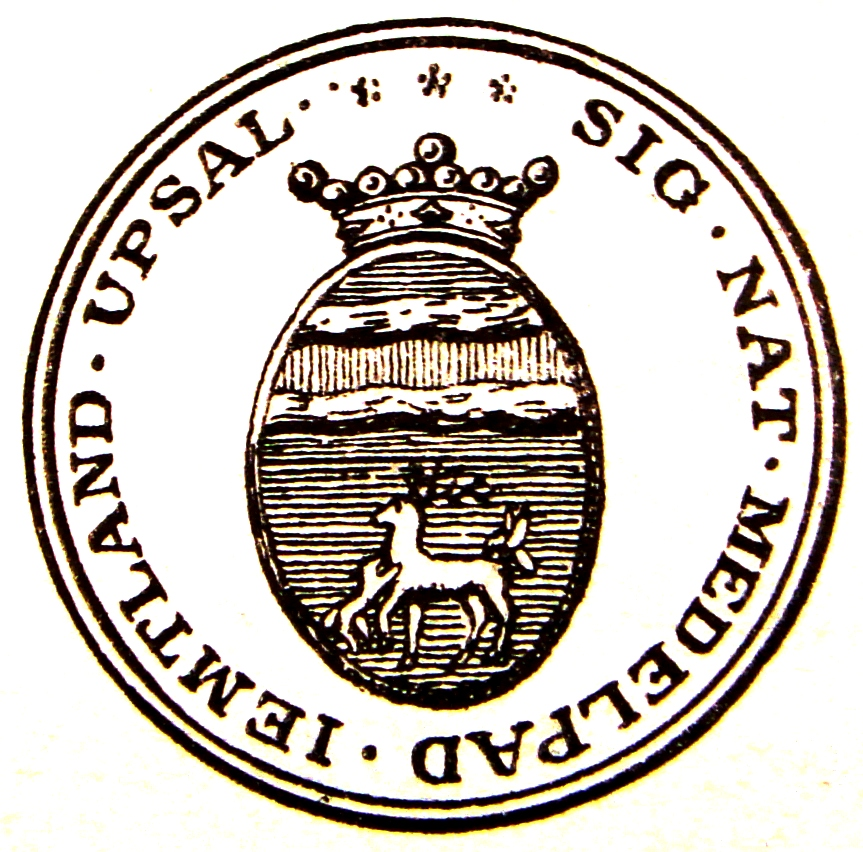
Medelpado-Jämtländska nationens sigill 1685–1827.

Freden med Ryssland år 1809 innebar att Sverige under förödmjukande former hade förlorat hela Finland. Detta nationella trauma fick återverkningar hos den svenska opinionen och i synnerhet bland studenterna. Den framväxande göticismen och romantiken bland studenterna i Uppsala ersatte den provinsialism, som tidigare präglat nationerna med en gryende nationalism och var en av orsakerna till att flera av de mindre nationerna i Uppsala vid denna tid sammanslogs. De norrländska studenterna utgjorde därvidlag inget undantag. Diskussioner fördes om en sammanslagning av de Bottniska och den Medelpado-Jämtländska nationerna till en gemensam norrländsk nation.

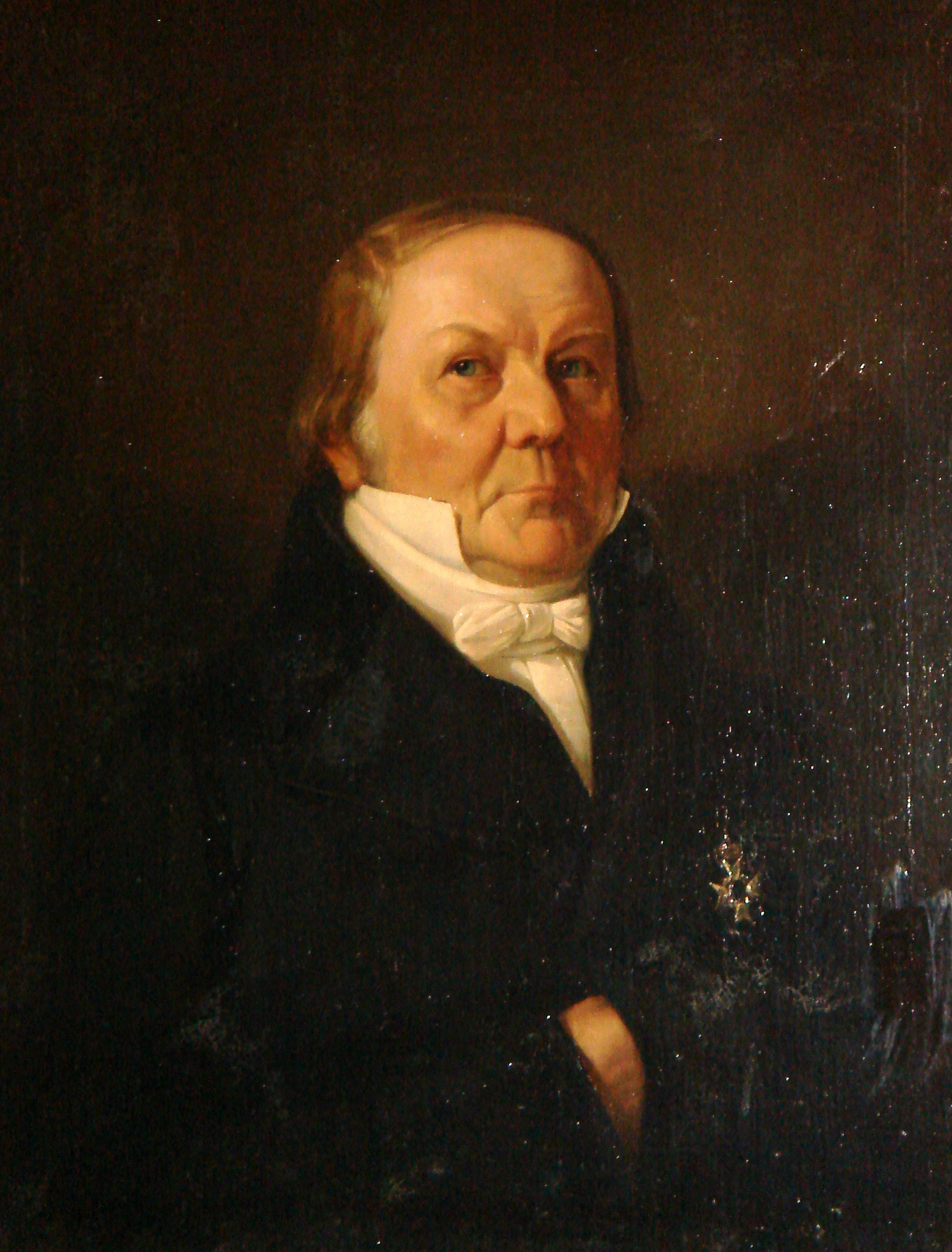
Professor Johan Bredman.
Nationens förste inspektor 1827–1841.

Sammanslagningen blev slutligen ett faktum 1827 efter en omröstning och mot löfte att inspektorn för den Medelpado-Jämtländska nationen, professor Johan Bredman, även skulle bli inspektor för den nya förenade nationen. Bredman som själv kom från Jämtland, uppvuxen under enkla förhållanden, var mån om nationsmedlemmarna och vann på så sätt deras uppskattning och respekt. Det berättas hur han ur egen ficka kunde bistå fattiga studenter som råkat i ekonomiska svårigheter. Den som vid omröstningen förde ordet för den Bottniska nationen var Christopher Jacob Boström, som senare själv skulle komma att bli inspektor för Norrlands nation. De nya stadgarna för nationen antogs den 10 november 1827. Medlemsantalet uppgick vid denna tid till endast 56 personer.

### Nationshuset
Redan innan sammanslagningen hade de norrländska nationerna fört en ambulerande tillvaro. Nationskassan, den så kallade fiscus nationalis, samt nationens inventarier förvarades i en kista, vilken även den kom att benämnas fiscus. 
De norrländska nationerna hade haft tillfälliga lokaler på ett flertal olika platser i Uppsala. Det berättas till exempel om en episod i november 1724 då den Ångermanländska nationen hyrde en sal hos en viss rådman Jonszon vid Vaksalagatan. Efter ett kuratorsval med efterföljande musik, dans och dryck så råkade de hemvändande ångermanlänningarna i bråk med en hop östgötar. Värjor drogs och den nyvalde kuratorn blev illa tilltygad.

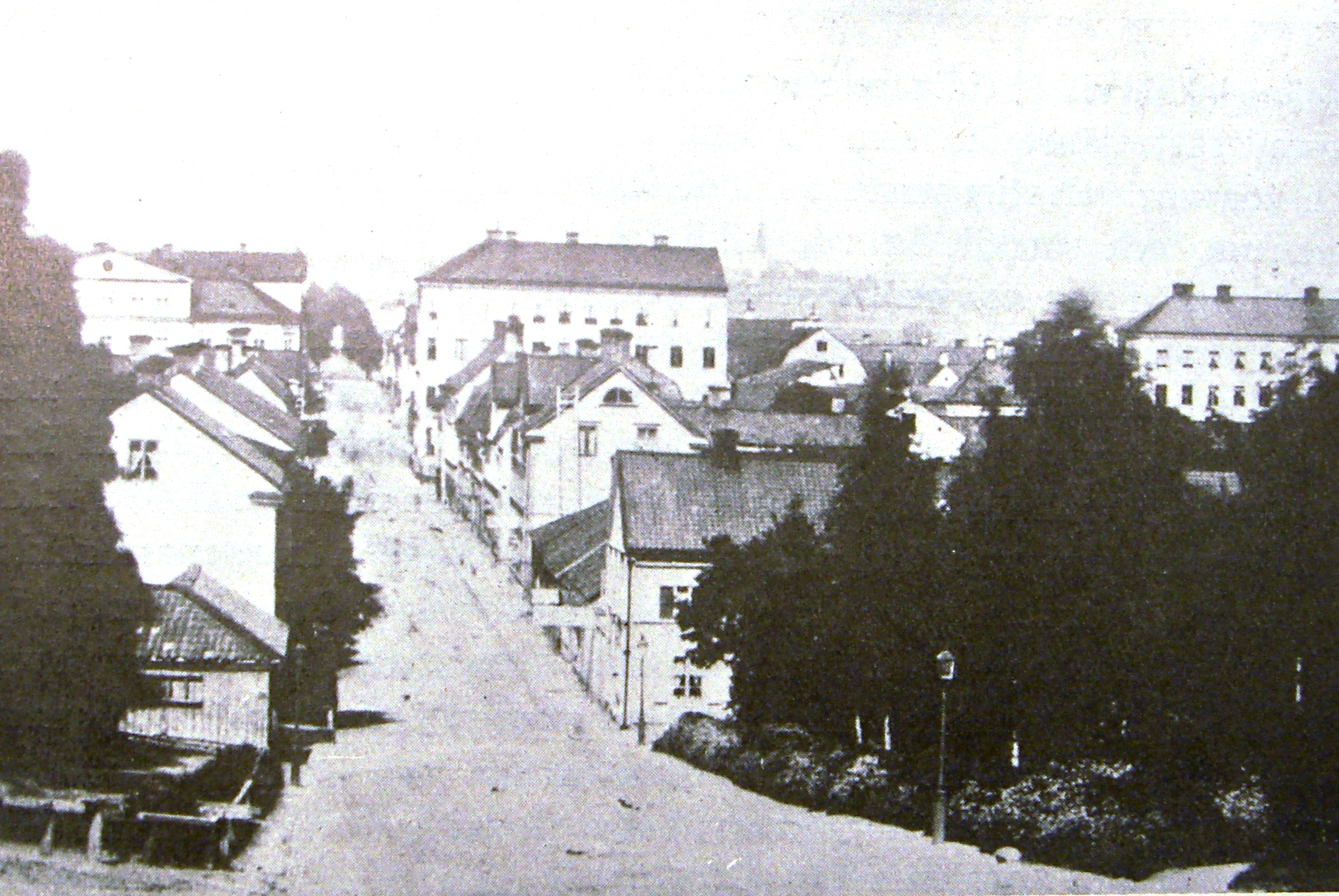
Drottninggatan i Uppsala sedd från Carolina Rediviva omkring 1865. Norrlands nations lokaler låg vid denna tid i det främre huset i bildens mitt.

Den Medelpado-Jämtländska nationen hyrde lokaler hos en Madame Ubmann, där de bland annat firade kronprins Adolf Fredriks val till universitetskansler 1747 med "illumination, deviser och skjutning". Därefter hyrde de från och med 1790-talet och framåt olika lokaler, både i och i anslutning till Domtrapphuset vid Uppsala domkyrka. Den Västerbottniska nationen var för det mesta samlad hemma hos sin kurator. Den Bottniska nationen satt vid tiden för sammanslagningen i nuvarande Upplands nations hus.
Den nya sammanslagna nationen hyrde sina första lokaler hos hovmarskalk Rappe på Vaksalagatan.
Åren 1831–39 hyrde den lokaler på nedre botten i Aurivilliska gården på Sankt Larsgatan 2. Under koleraåret 1834 hade nationen blivit kraftigt decimerad till medlemsantalet och den försökte då förgäves få hyran sänkt. Mellan åren 1839 och 1848 hyrde nationen lokaler i Mesches gård vid Stora torget.
År 1848 flyttade nationen till det Gillbergska huset i S:t Eriks gränd och från 1858 hyrde nationen en sal och fyra rum i ett hus vid hörnet Nedre Slottsgatan och Drottninggatan, där Hantverksföreningen har sitt hus idag. Hösten 1869 flyttade nationen till lokaler på andra våningen i huset vid hörnet Drottninggatan och Östra Ågatan. På bottenvåningen låg den populära restaurangen "Taddis" och i våningen ovanför huserade Södermanlands-Nerikes nation.

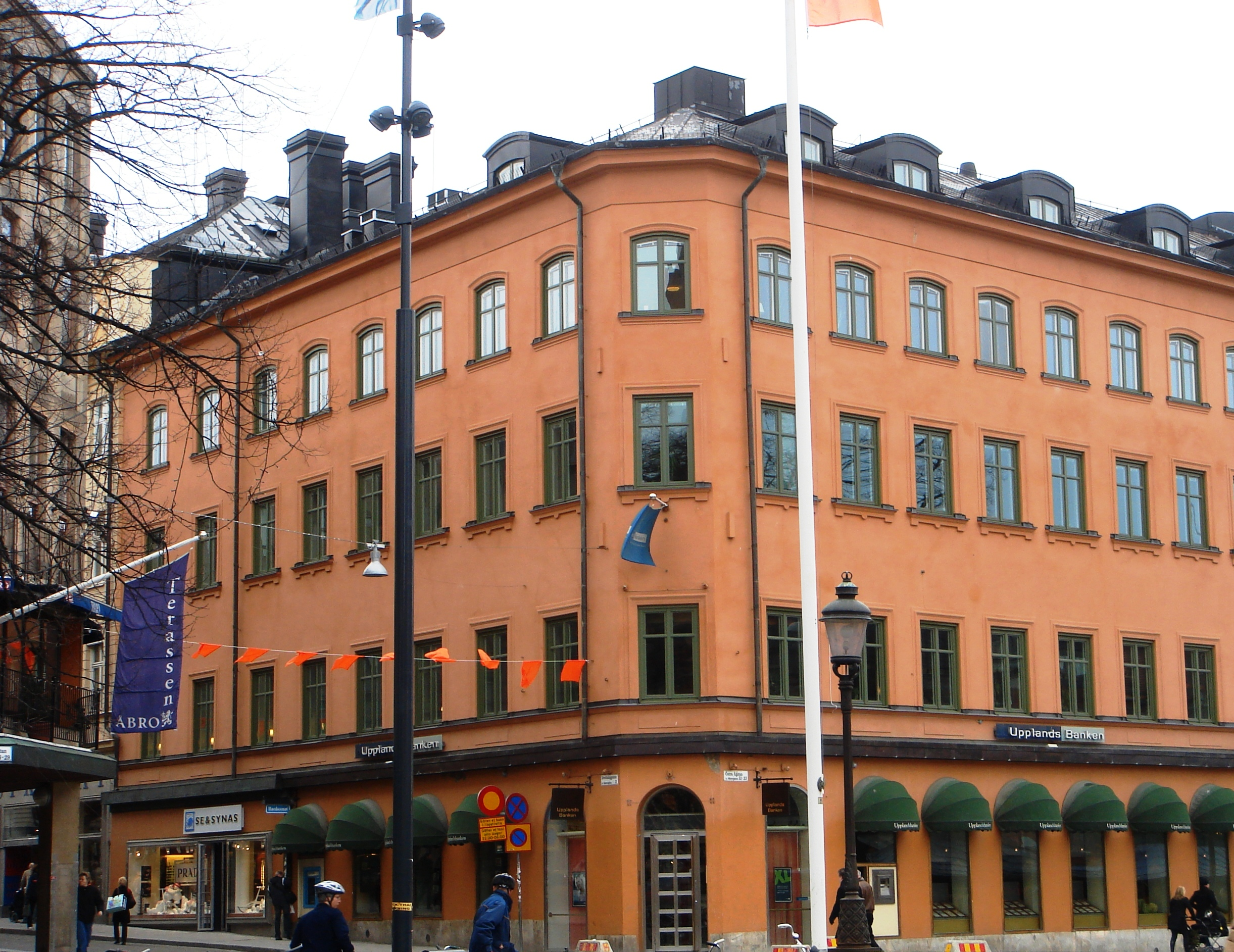
Norrlands nations lokaler 1869–1889.

Tanken att själv äga ett nationshus började efterhand att växa sig stark och 1843 bildades en byggnadsfond. Medlemmarna skrev till domkapitlet i Härnösand för ett bidrag till kassan, en insamling kom till stånd men resultatet blev tämligen skralt. En ny insamling startades 1873 på inspektor Olof Glas initiativ genom ett upprop i lokaltidningarna vilket inte heller det gav något större resultat. Sommaren 1882 skulle det bli en stor utställning i Sundsvall och nationen beslutade då att sända sin manskör, Sångföreningen, på en sångarfärd till staden, vilket blev en stor succé. Sammanlagt företog kören fem omfattande sångarfärder för byggnadsfonden till alla de stora norrlandsstäderna under åren 1882–1912.
Insamlingen började därmed bli känd i hembygden, och gåvor strömmade in. År 1883 köpte nationen en tomt för 22 500 kr vid Västra Ågatan. En byggnadskommitté tillsattes och 1886 fick arkitekten Carl August Kihlberg uppdraget att rita huset. Han hade två år tidigare även ritat Östgöta nations byggnad. Allt var klart för genomförande när byggnadskommittén i ett sammanträde 1887 förkastade Kihlbergs förslag, och istället lät uppdra åt stadsarkitekten Carl Axel Ekholm att göra en ritning för byggnaden. Byggnadskommittén var emellertid inte nöjd med fasaden. Genom träpatronen Fredrik Bünsow – vars son var nationsmedlem – fick man upp ögonen för arkitekten Isak Gustaf Clason som hade ritat Bünsowska huset på Strandvägen i Stockholm. Clason åtog sig uppdraget att rita fasaden i holländsk nyrenässansstil, till vad han kallade ”Villa mot Tibern”. Den första grundstenen lades 1888 och ett år senare, 1889 stod huset färdigbyggt.

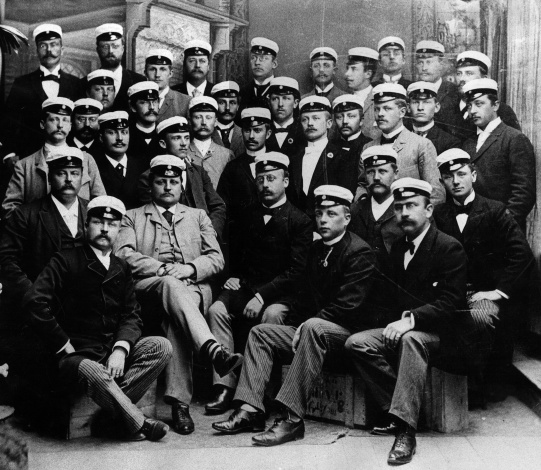
Sångarfärd till Norrland 1882.

Under 1880- och 1890-talet blev studenterna mer radikala. Man bildade studentförbundet Verdandi och engagerade sig i rösträttsfrågan. År 1899 hade några av nationsmedlemmarna bidragit med en mindre summa till en insamling till förmån för strejkande sågverksarbetare. När detta hade blivit känt i hembygden så hotade sågverksägarna att dra tillbaka sina utlovade bidrag till den alltjämt pågående insamlingen för att finansiera det nybyggda nationshuset. Nationens färgstarke inspektor, professor Harald Hjärne reagerade med att i protest avgå vilket fick till följd att insamlingen räddades och med den, nationshuset.

### Kvinnliga medlemmar
År 1882 skrevs Eva Ekberg som första kvinna in vid nationen. Ytterligare sju kvinnor skulle skrivas in innan seklet var slut. 
Nationslivet under 1920-talet var tämligen stillsamt, vanligtvis anordnades kulturella nationsaftnar. Gasker förekom, men då utan dans. Dans förekom med regelbundenhet endast vid balerna. Mer sällan förekom så kallade "kavajskutt", vilket var enklare danstillställningar. Under trettiotalets början, präglades nationslivet av depressionen och resurserna var knappa. En annan händelse var att andelen kvinnor på nationen ökade och nationslivet demokratiserades.
Under en period från första världskrigets slut och fram till slutet på fyrtiotalet så förekom på nationen så kallade skändningar av recentiorer. De nya medlemmarna fick utföra olika prov och genomföra uppläsningar för äldre medlemmar, de skulle på så sätt upplysas om deras litenhet och obetydlighet. En opposition inom nationen började så småningom höja sina röster mot denna tradition. Vid ett landskap 1947 beslutade man slutligen att avskaffa skändningarna vid nationen.
År 1949 började nationen med grammofondans, dåtidens diskotek. Under 1950-talet utökades programverksamheten med bland annat tedanser och nationsaftnar.

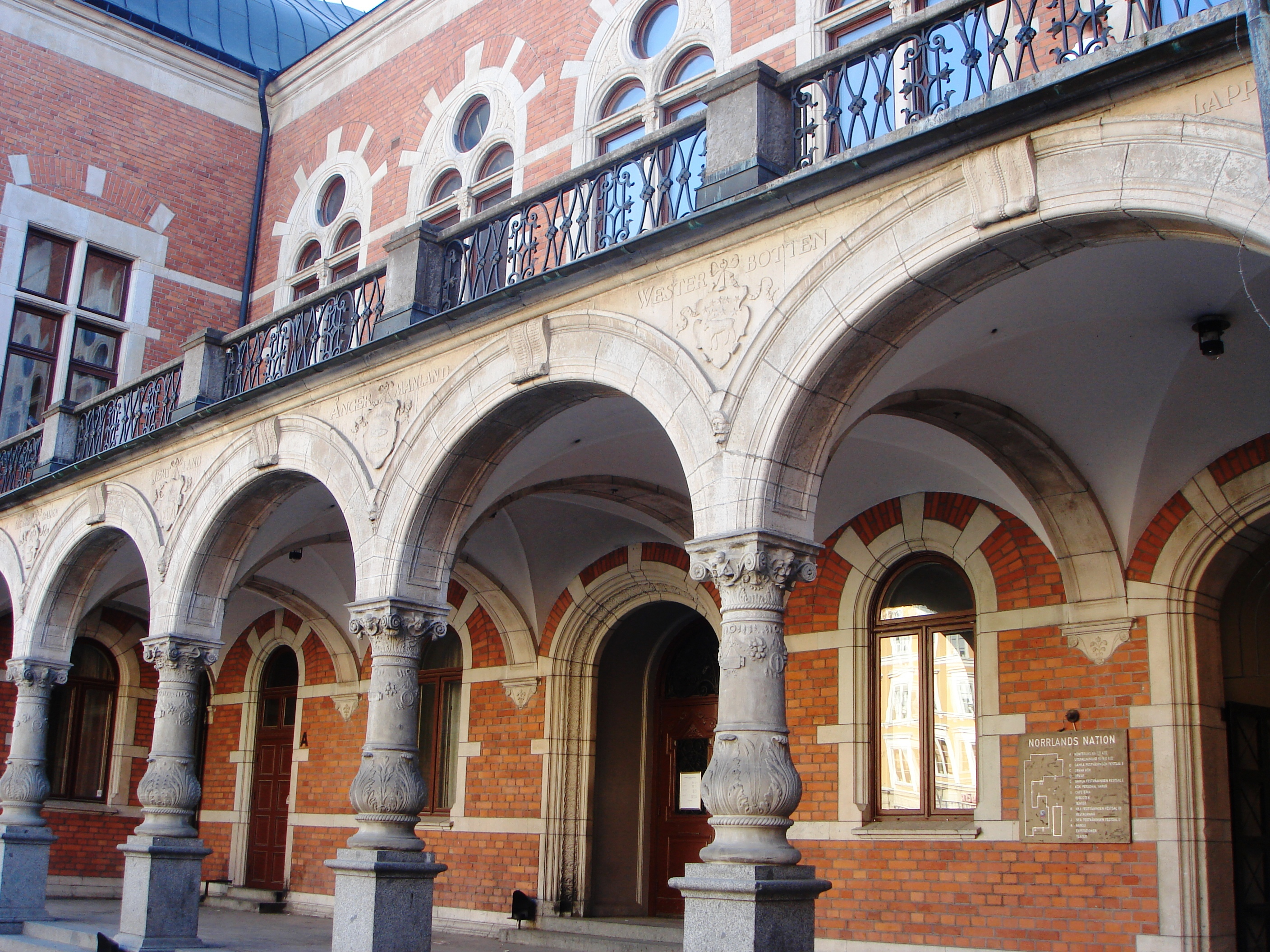
Loggian
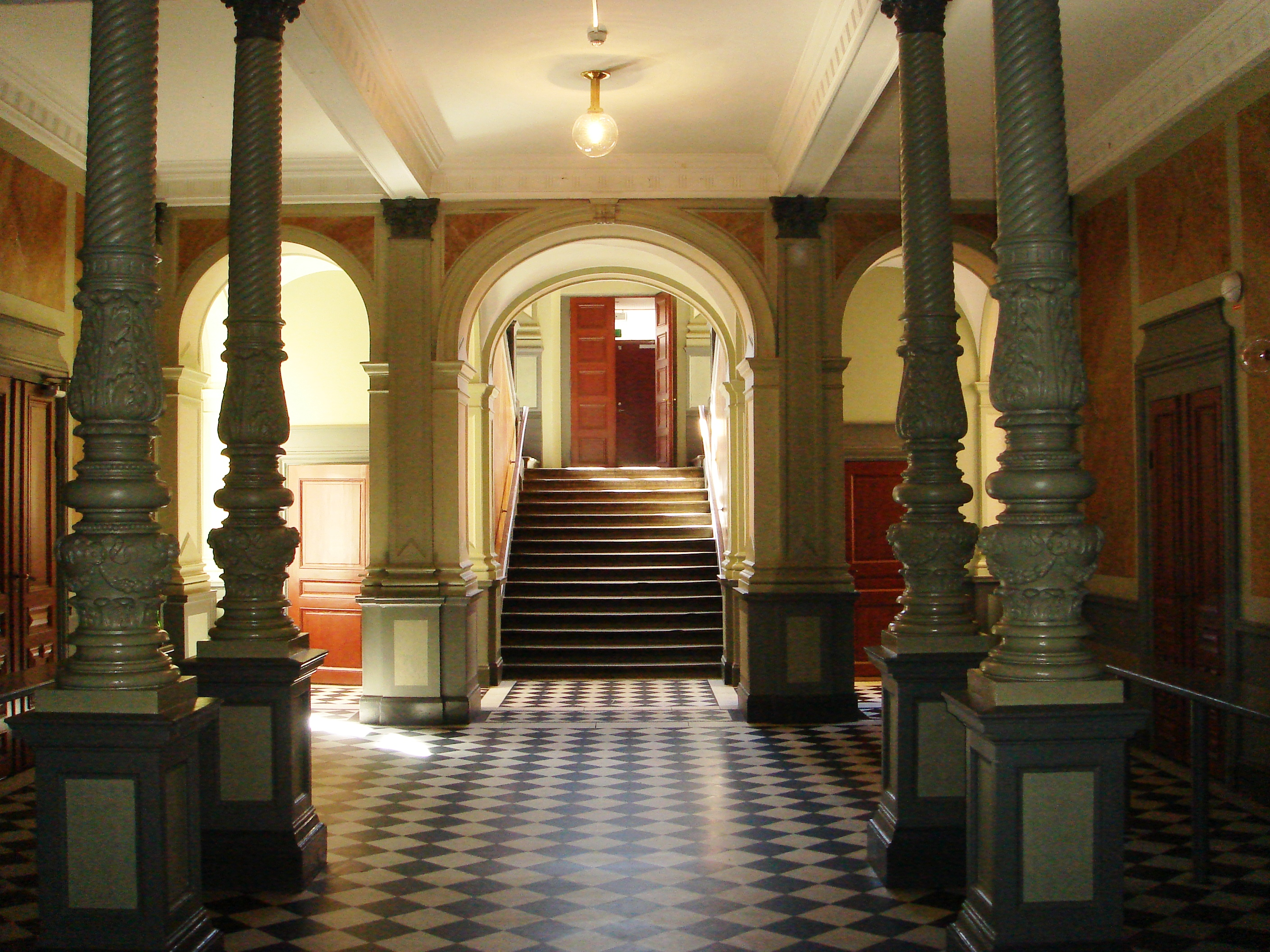
Entréhallen
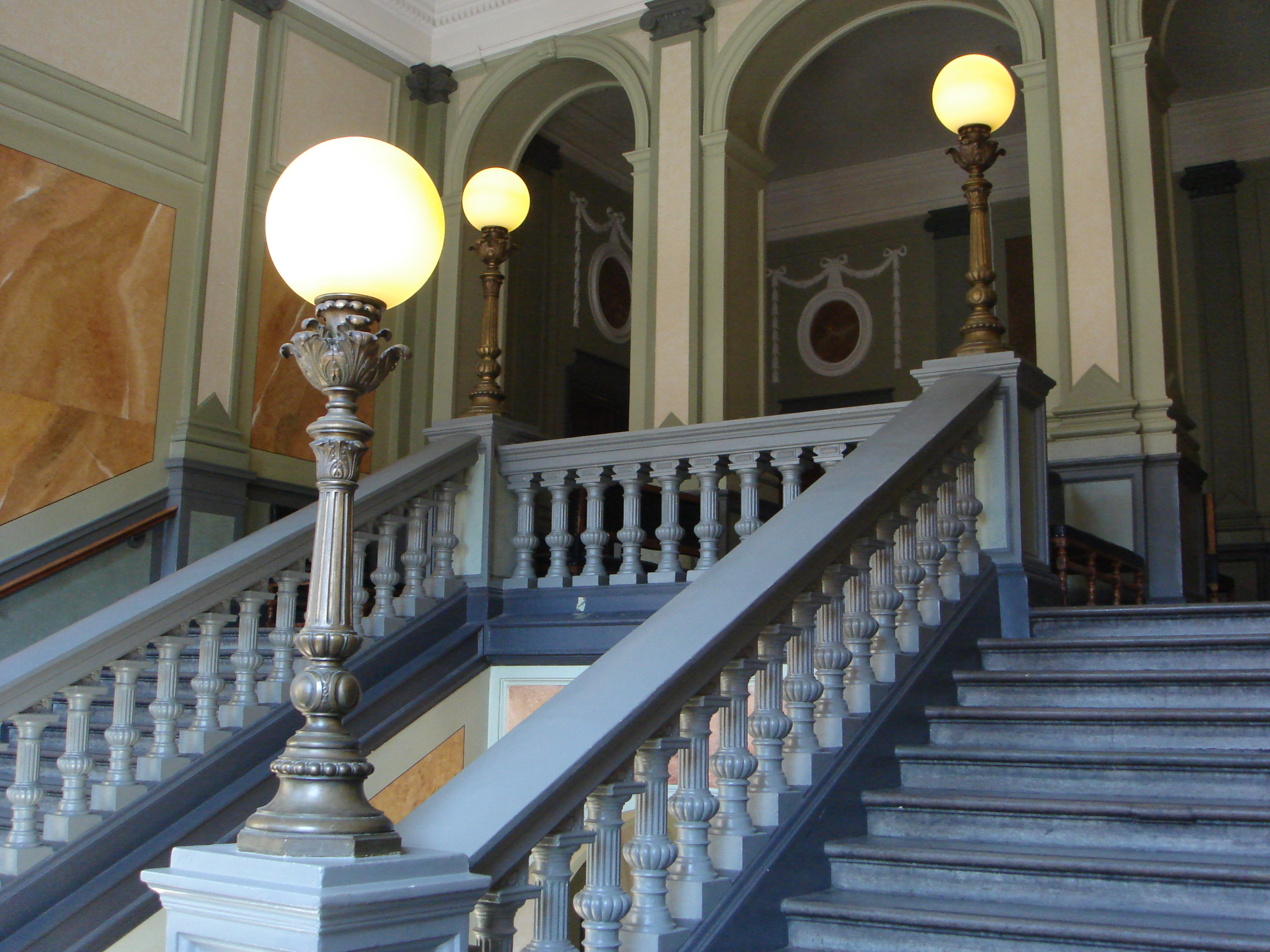
Övre trapphallen
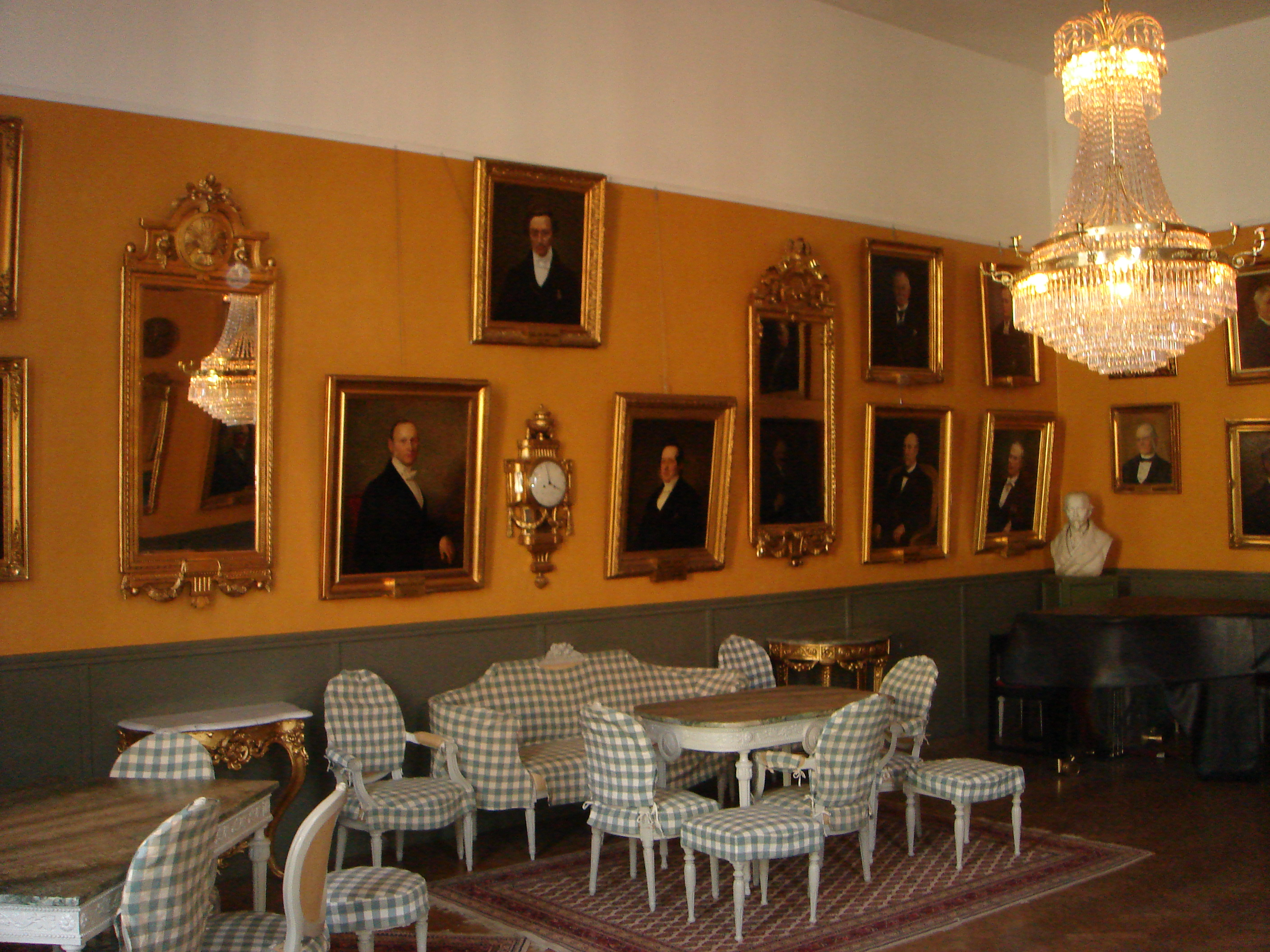
Gula salongen
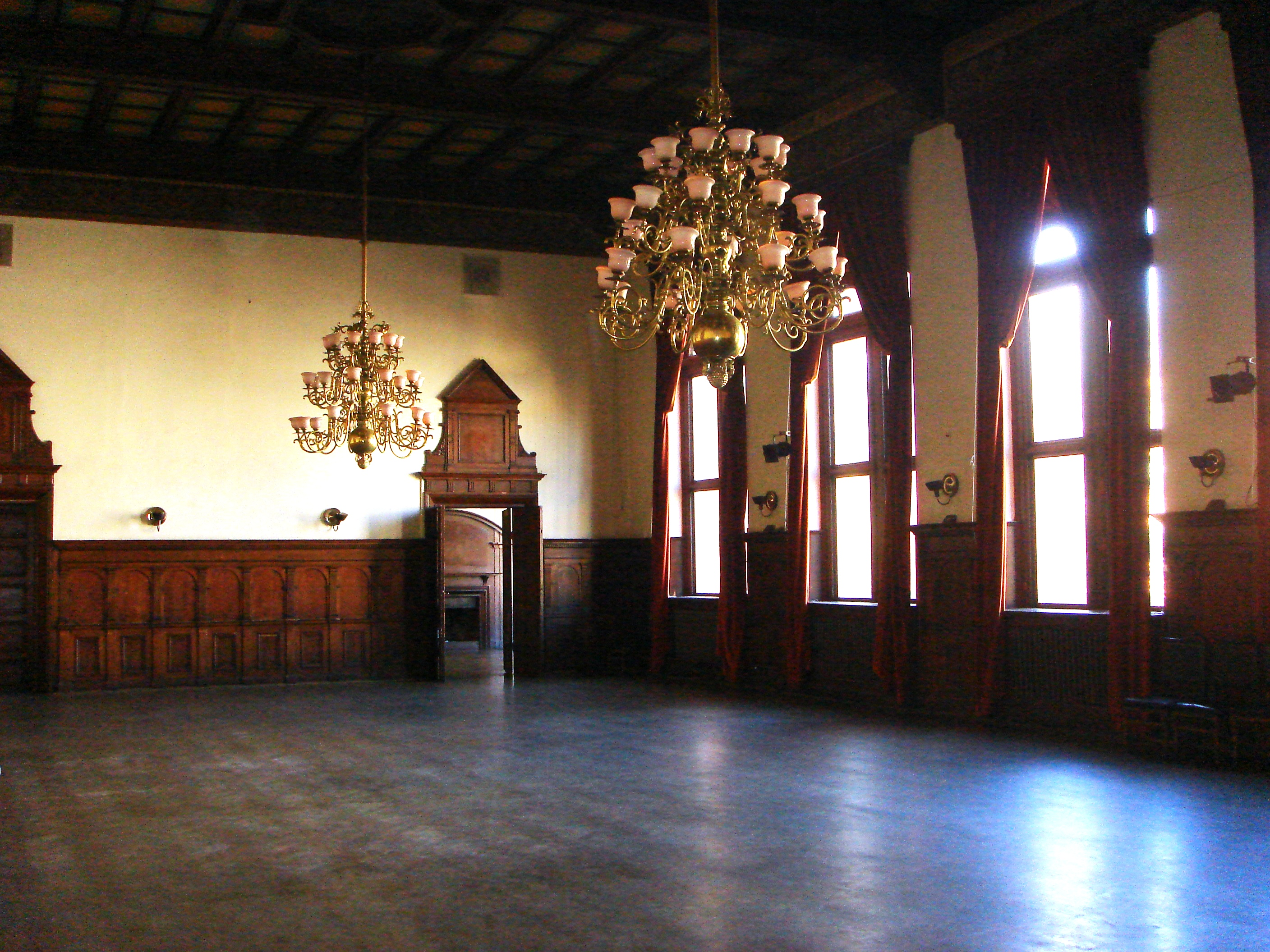
Gamla festsalen
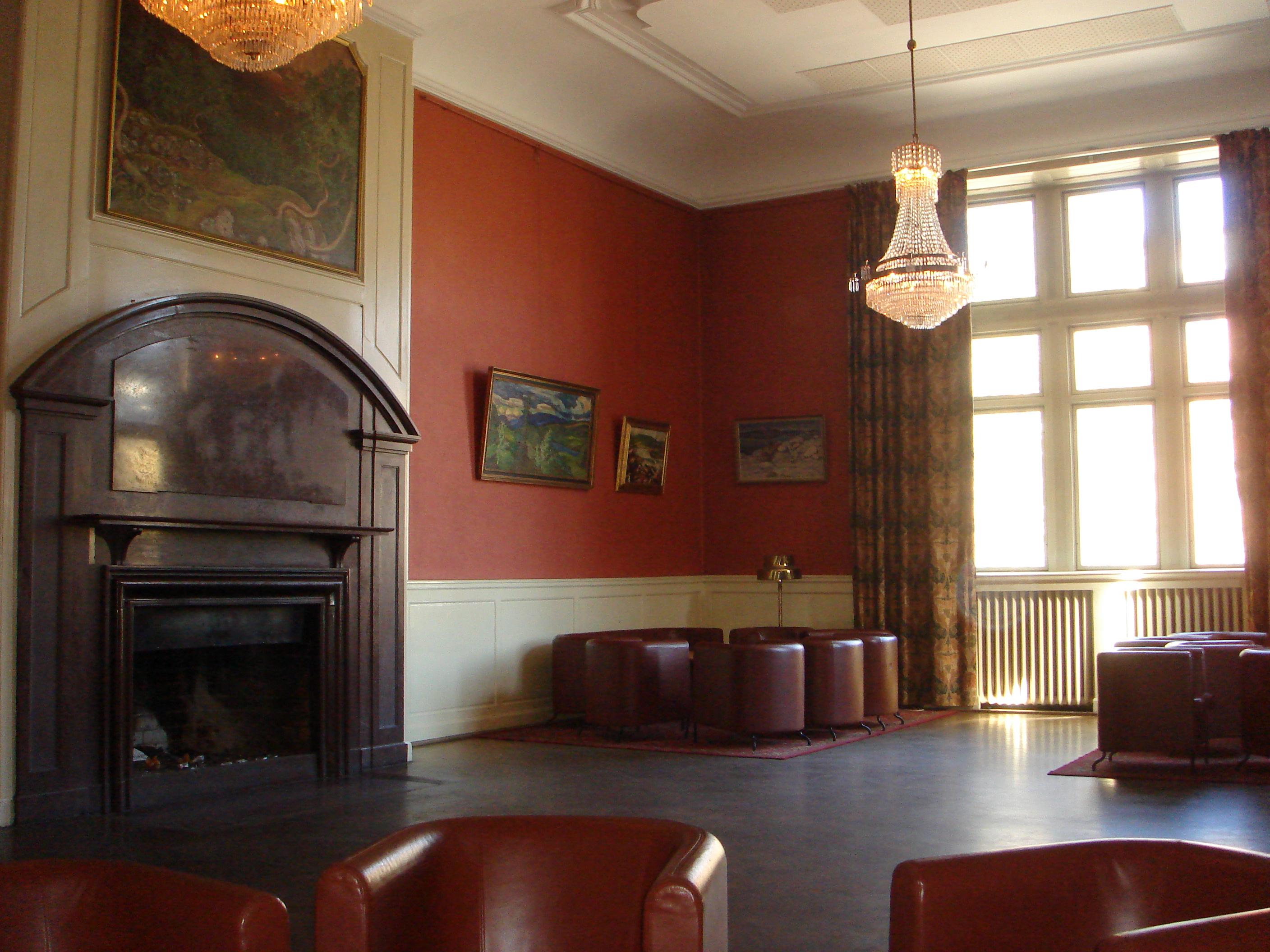
Inre läsrummet
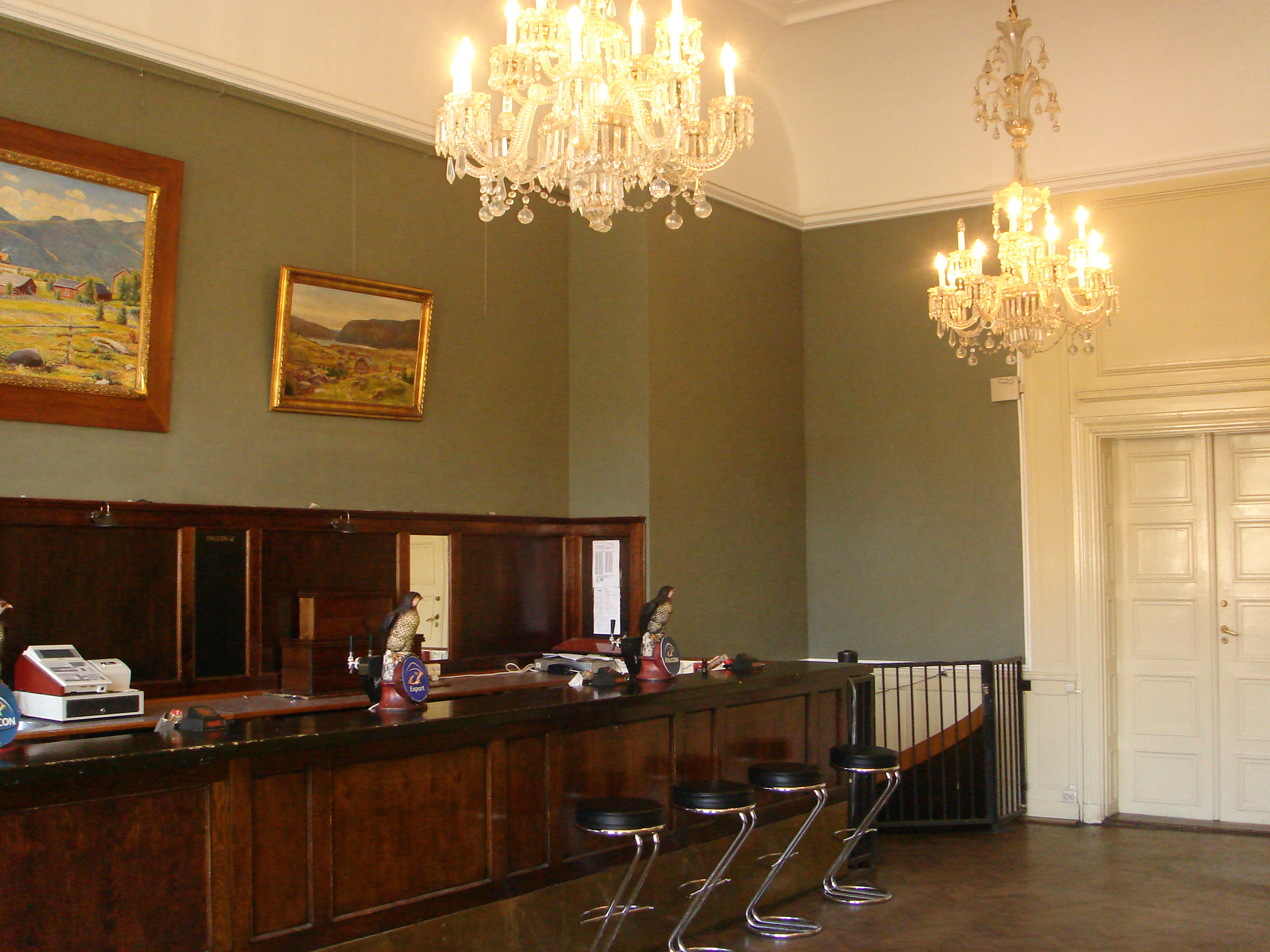
Yttre läsrummet
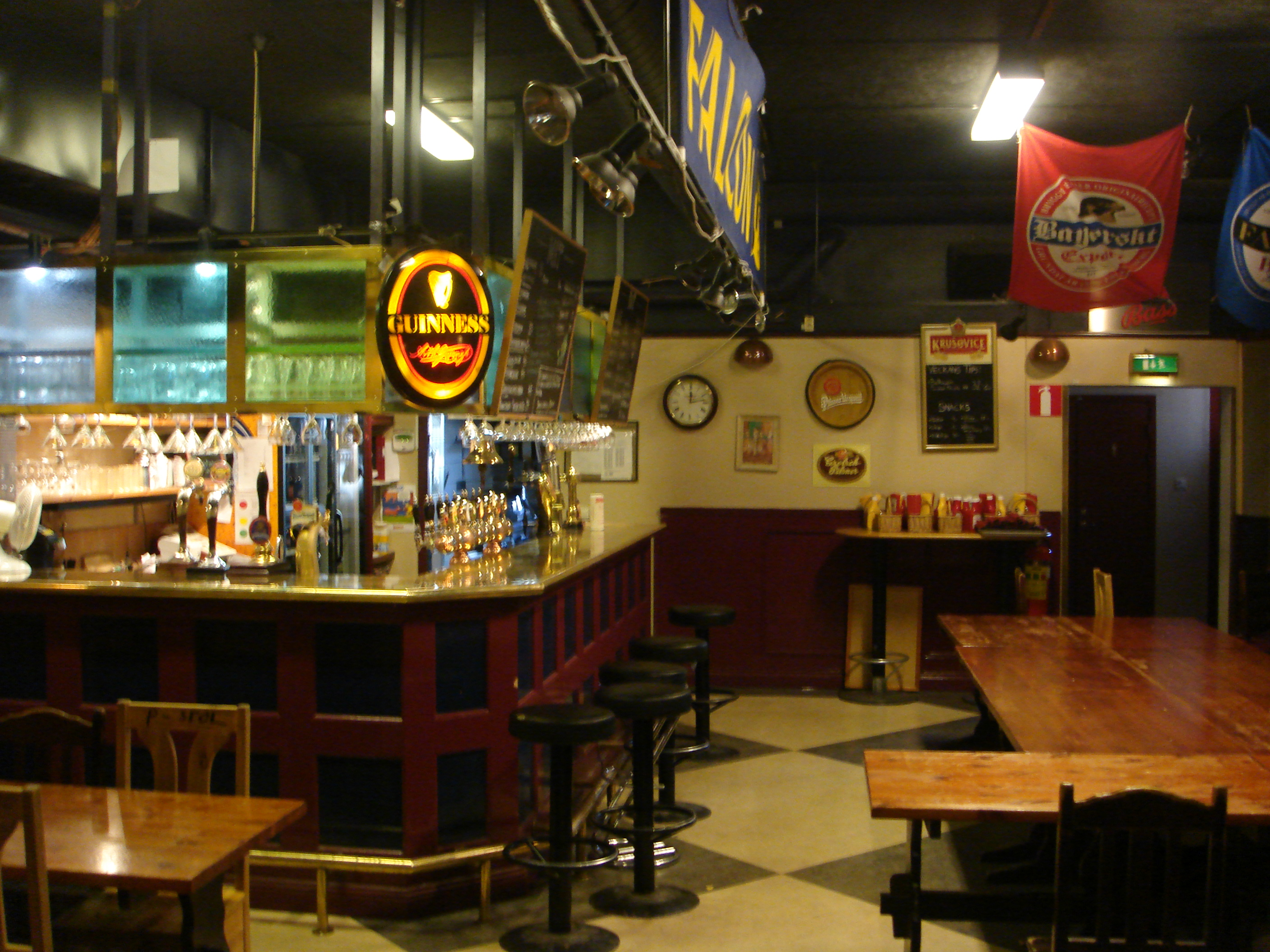
Orvars krog

### Delnationerna
Vid början av 1950-talet hade nationen växt till att innefatta uppemot 1000 medlemmar. Många medlemmar började känna sig anonyma på grund av nationens storlek. Frågan om att dela upp nationen i mindre så kallade delnationer, för att motverka denna känsla av anonymisering och öka sammanhållningen, blev därför aktuell. En kommitté blev tillsatt för att utreda frågan om en delning och om delningen då skulle vara fullständig eller partiell. Recentiorerna blev redan vid inskrivningen tilldelade ett medlemskap i en av fyra presumtiva delnationer. Tanken var att delnationerna skulle ledas av egna kuratorer men rymmas under samma tak. År 1962 bildades föreningen Jämtland-Härjedalen, eller JH som den kom att kallas, som representerade Jämtlands län. Syftet var att kunna direkt fungera som delnation vid ett eventuellt framtida beslut om delning. Året efter, 1963, beslutades att bilda ytterligare tre delnationer, representerandes Norrbottens-, Västerbottens- samt Västernorrlands län. Uppdelningen föreslogs också att vara partiell och därmed skulle bibliotek, fonder och lokaler förbli i gemensam ägo. Delnationerna fick de följande åren själv ansvara för nationens programverksamhet, men deras ansvar och befogenheter var fortfarande inte reglerat i stadgarna. Många oklarheter kvarstod om deras ställning inom nationen.
Frågan diskuterades sedan fram och tillbaka utan att något slutligt beslut om delning togs. Vid ett landskap 1969 beslutade man slutligen att överge tanken med delnationerna och istället satsa på en stark nationsstyrelse och många utskott och föreningar. Delnationerna omvandlades istället till så kallade länsföreningar: BD-länsförening för norrbottningar; AC-länsförening för västerbottningar; Y-länsförening för västernorrlänningar samt den nämnda JH-länsförening. Länsföreningarna var, till skillnad mot landskapsföreningarna, öppna både för män och kvinnor och de arrangerade genom åren som följde många återkommande fester. Den mest spektakulära av dem var JH:s Frihetsgasque. Länsföreningarna tävlade varje vår i det så kallade Blix pris, vilket var en femkamp som genomfördes i anslutning till studentbostäderna vid Studentvägen. Engagemanget avtog dock och Länsföreningarna började lägga ned sin verksamhet i slutet av 1990-talet och år 2006 lade JH som sista länsförening ned sin verksamhet. Ett arv från delnationstiden finns att spåra i recentiorsmottagningarna som fortfarande har en länsvis uppdelning.

### Exilium
Tanken om en delning av nationen samt det stora antalet nyinskrivna studenter vid universitetet i början av 1960-talet, visade på behovet av större nationslokaler. Nationen hade, på grund av att den ofta hyrdes ut, blivit alltmer otillgänglig för medlemmarna. Ett förslag var att sälja nationen och köpa Hotell Gillet som då i tidens anda skulle rivas för ett nybygge. Ett annat förslag var att helt enkelt riva nationshuset och bygga ett nytt på samma tomt. Nationens inspektor Carl Martin Edsman lämnade sin post 1967 delvis i protest mot de vidlyftiga byggnadsplanerna samt på grund av farhågor att nationshuset skulle rivas. Det förslag till nationsbyggnad som slutligen vann enighet, var att bygga en tillbyggnad till det gamla huset på nationens bakgård.
När nybyggnationen inleddes 1969 flyttade nationen tillfälligt till "Exilium", ett gammalt trähus på adressen Svartbäcksgatan 15, numera en annexbyggnad till Uppsala stadsbibliotek. Det lilla huset medförde stora prövningar när det gällde att vidmakthålla programverksamheten. Exilen var slut hösten 1972 när det nya huset invigdes under festliga former.

### Nya huset
Det nya huset ritades av arkitekten Lars Carlbring. Den nytillkomna delen sammanbyggdes med det gamla huset, och medförde att komplexet blev den största nationsbyggnaden i Uppsala, bestående av 136 rumsenheter fördelade över 5 500 kvadratmeter yta. 

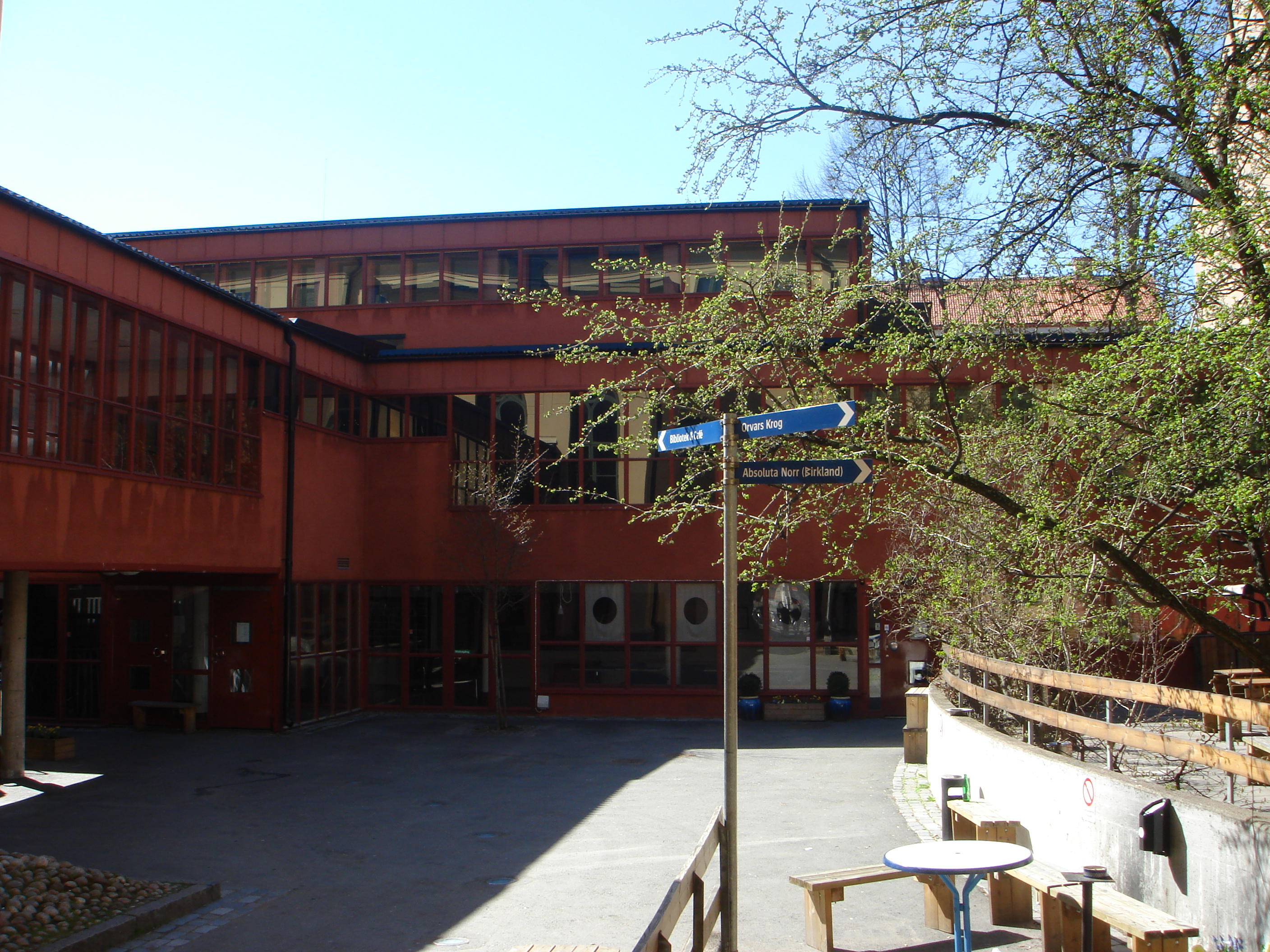
Nya huset
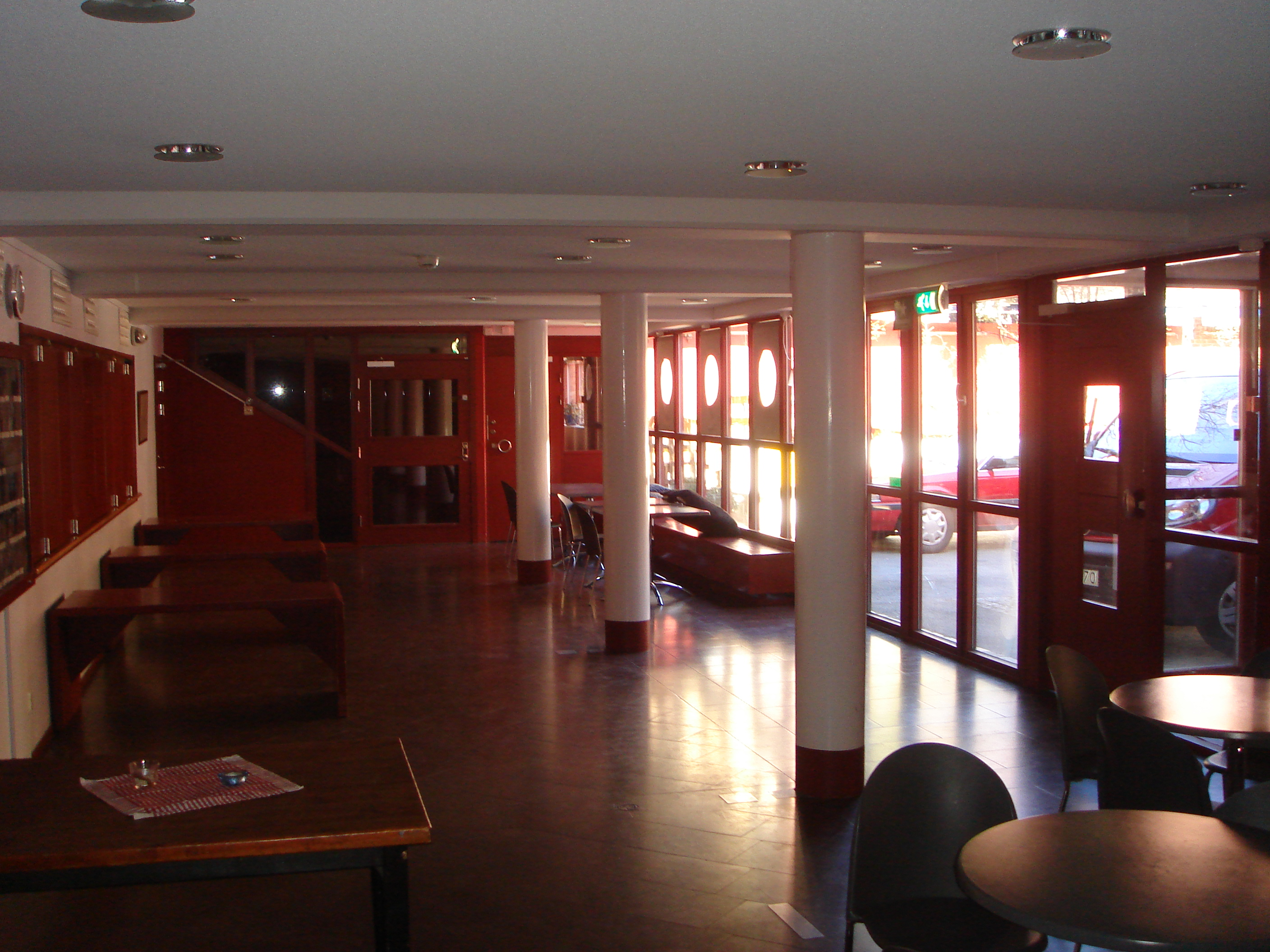
Nya entréhallen
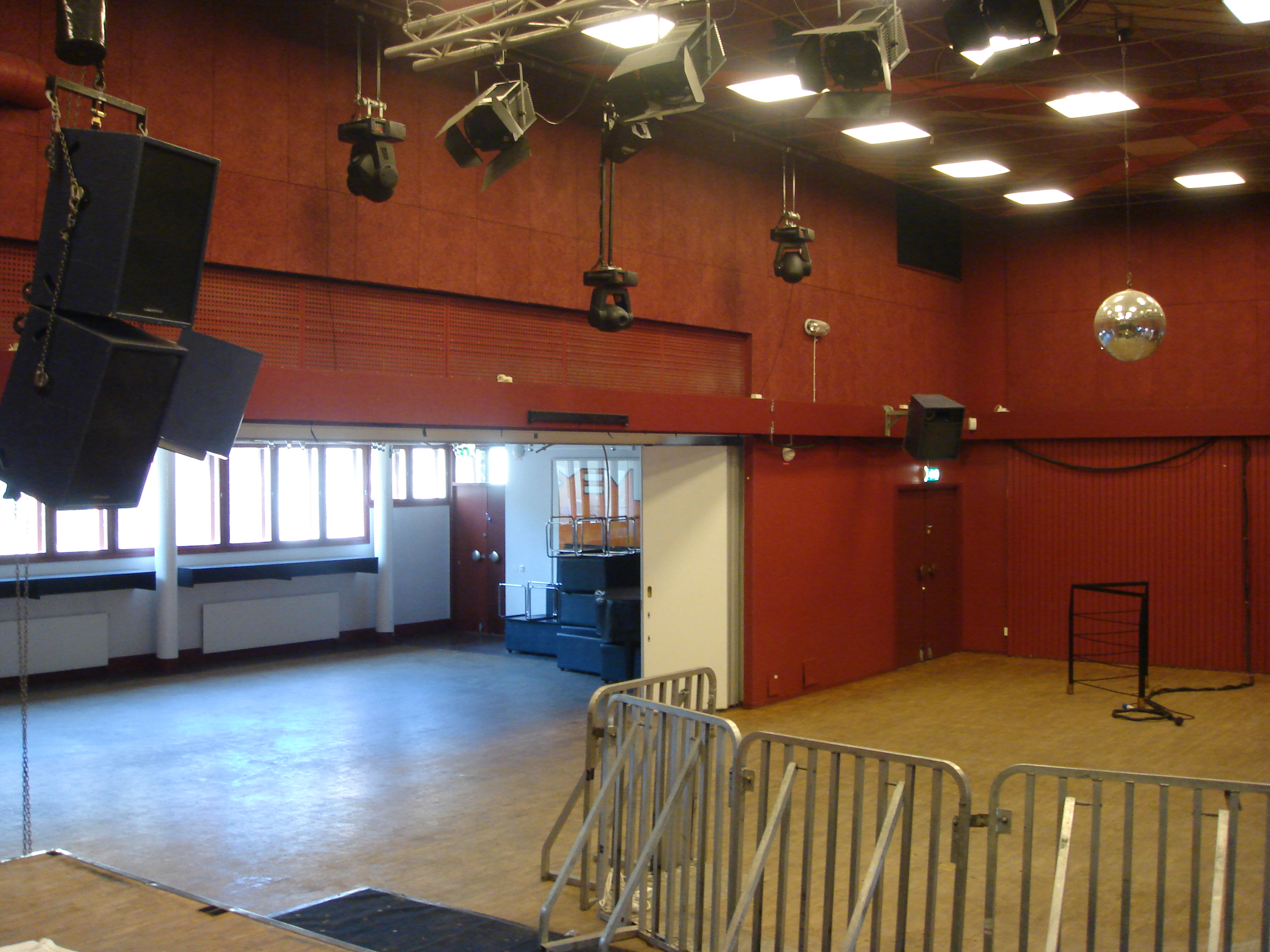
Nya festsalen ("Discot")
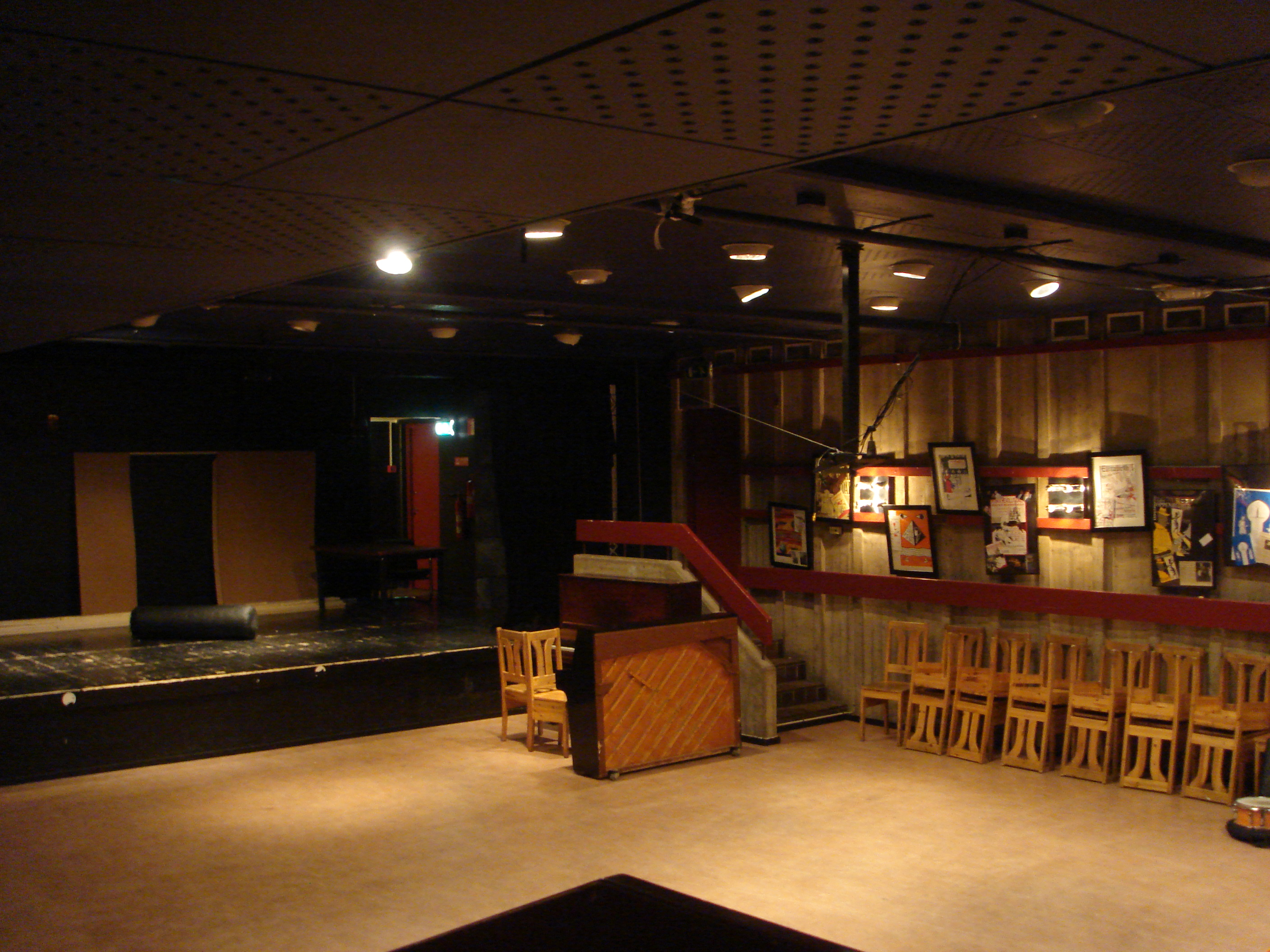
Teatern

## Organisation
Nationens högsta beslutande organ är landskapet. Mellan landskapen utövar nationsstyrelsen beslutanderätt. Nationen leds av ett kuratel, bestående av en förste kurator som tillsammans med inspektor företräder nationen utåt och leder verksamheten samt en andre kurator som främst ansvarar för ekonomiarbetet.Det finns också en förvaltningsnämnd, fastighetsnämnd och en kommunikationsnämnd. Förvaltningsnämnden ansvarar för värdepappersförvaltningen med mera, fastighetsnämnden ansvarar för fastighetsförvaltning och skötsel, och kommunikationsnämnden ansvarar för den interna och externa kommunikationen tillsammans med en PR-förman. Dessa nämnder leds av var sin skattmästare. Klubbverket ansvarar för den dagliga programverksamheten. Klubbverket består av 5 personer, gillevärdinnan, klubbchefen, barmästaren, pubmästaren och cafémästaren.
Övriga nationsnämnder är: Granskningsnämnden, som granskar och reviderar förtroendevalda funktionärer och organ, Valnämnden, som föreslår och bedömer kandidater till olika funktionärsposter och bereder valfrågor för nationsstyrelse och landskap, samt Stipendienämnden, som bereder stipendieansökningarna.
Nationsstyrelsens utskott är: Informationsutskottet, som ansvarar för informationen till medlemmarna, främst genom nationens tidning samt närradiosändningar och nationens webbplats; Biblioteksutskottet, som ansvarar för nationens bibliotek och arkiv; Programutskottet, som diskuterar och lämnar förslag rörande programverksamheten; Idrottsutskottet, som via nationens idrottsförening NNIF leder nationens idrottsverksamhet; Kontaktutskottet, under ledning av recentiorsförmannen, sköter kontakten med omvärlden och hembygden genom så kallade abiturientresor, det vill säga informationsbesök vid gymnasieskolor, dessutom så ansvarar de för att nya medlemmar, recentiorer, tas om hand, samt Internationella utskottet, som sköter nationens internationella kontakter, de utländska stipendiaterna och de utländska studenterna.
Ett trettiotal av styrelsen och landskapet valda funktionärer sköter dessutom olika löpande uppgifter inom nationen.

## Verksamhet

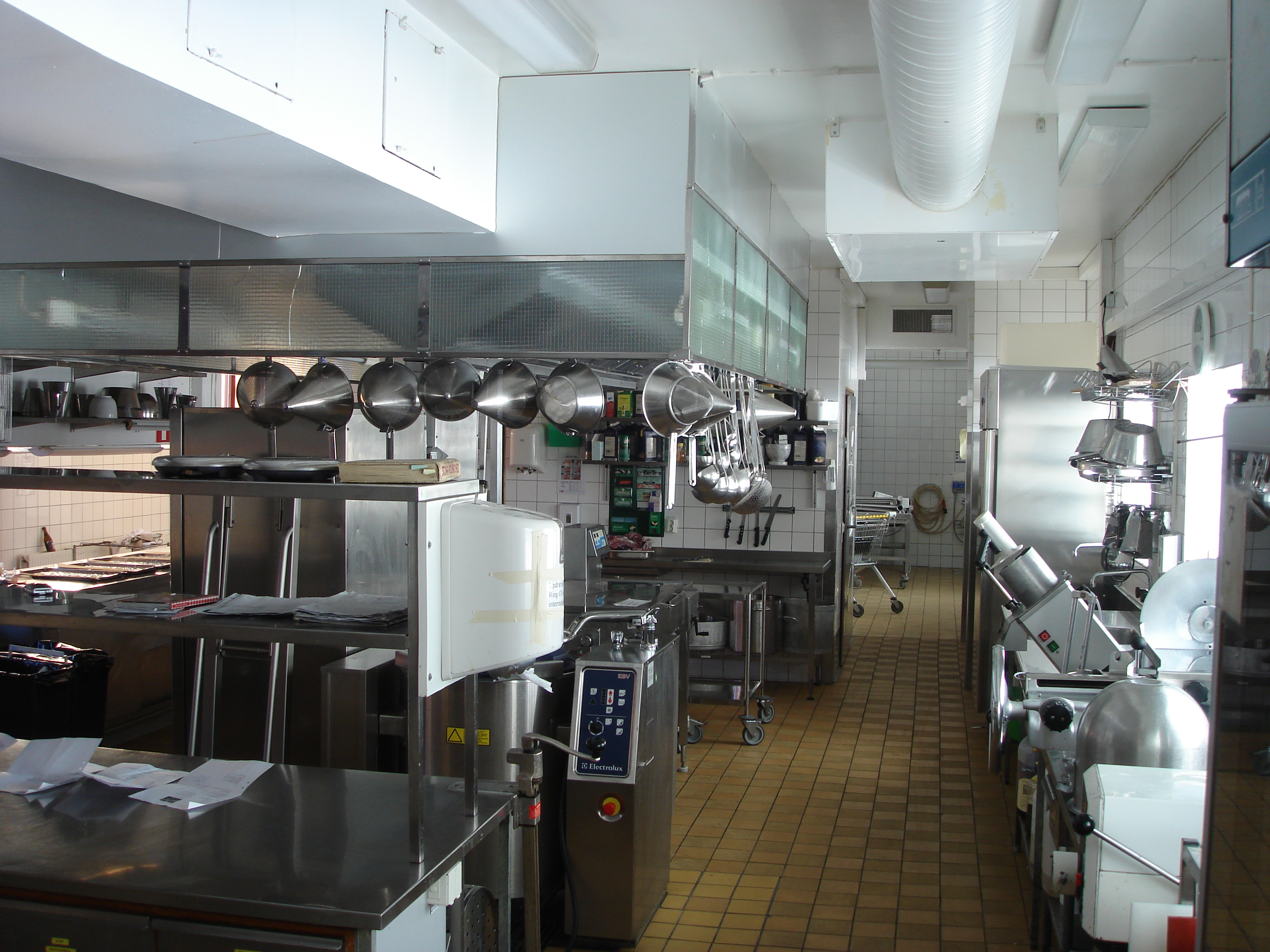
Stora köket i nya huset.

Nationen tillhandahåller ett flertal studieplatser samt en datasal för studenterna. En cafeteria och lunchrestaurang är öppna på vardagarna liksom nationens expedition, kansliet.
Nationspuben, som har öppet varje kväll, heter Orvars krog. Förutom den vanliga restaurang- och klubbverksamheten så anordnar nationen ett antal traditionella gasker och baler varje år. Dessa är: två Recentiorsgasker, Luciagasken, Valborgsmässogasken och Hemförlovningsgasken, samt två baler med högtidsdräkt; Höstfesten och Vårbalen.
Nationens programverksamhet har varierat genom åren, allt från gourmetrestauranger, dans till jazzorkestrar och olika typer av diskotek har förekommit. För närvarande domineras verksamheten av olika dans- och musikklubbar. 
Välbesökt är också nationens Lördagsfika, som Norrlands nation som första nation i Uppsala startade vårterminen 1957 på initiativ av dåvarande Gillevärdinnan Maj Reinhammar.
Nationens medlemmar arbetar i restaurangverksamheten som kockar, kallskänkor, servitörer med mera, både vid nationens egna arrangemang men även vid externa arrangemang, så kallade uthyrningar. Sammanlagt finns det fyra restaurangkök, två i nya huset och två i gamla huset.

### Bibliotek

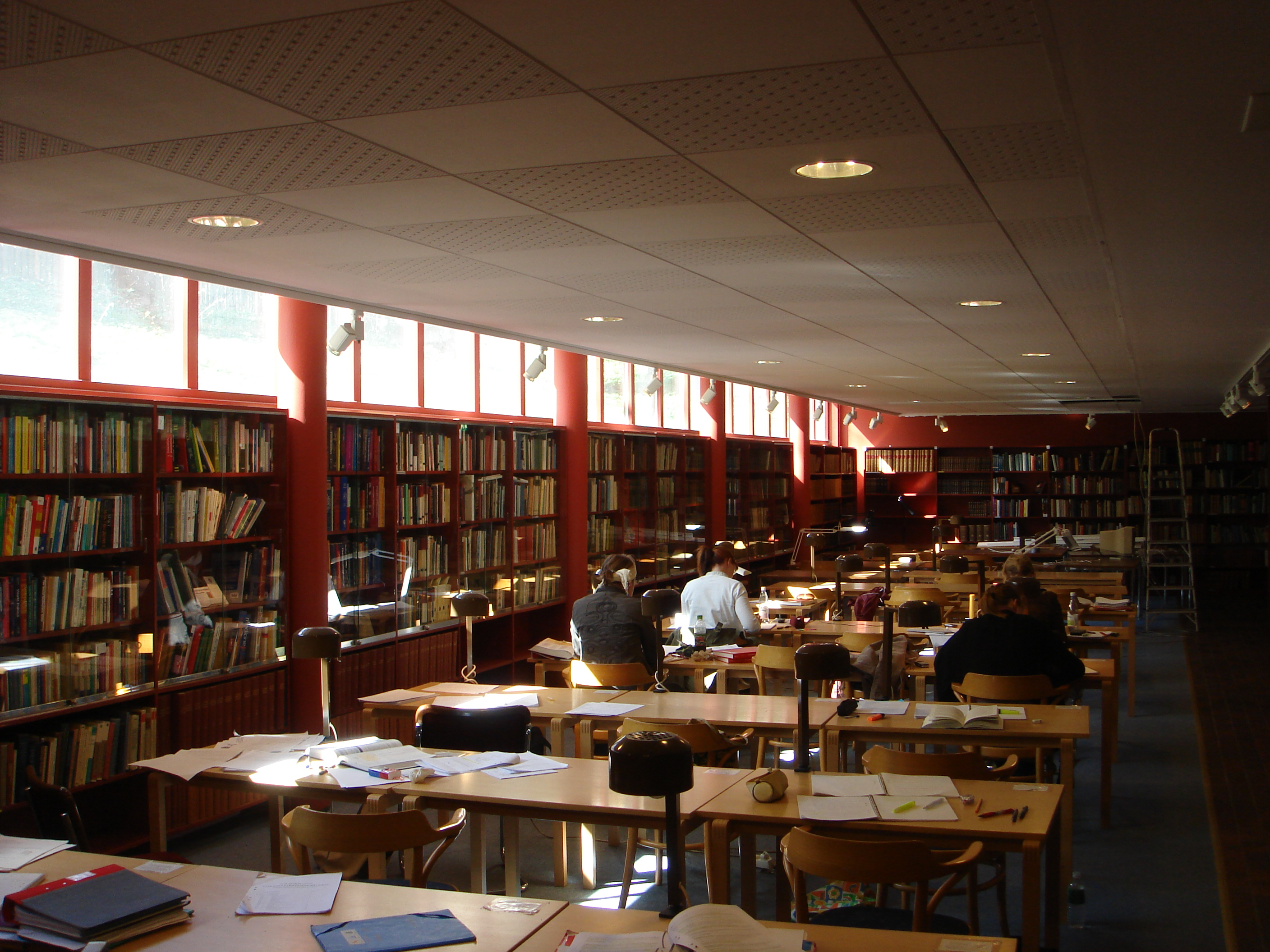
Nationsbiblioteket i nya huset.

Norrlands nation har Uppsalas näst största nationsbibliotek. Dessutom är det, till antalet boktitlar, landets tredje största privata bibliotek. Biblioteket med tillhörande läsesal är beläget i det nya nationshusets källarvåning. 
Det tillhandahåller mest kurslitteratur i olika ämnen, men även skönlitteratur, norrländsk hembygdslitteratur och samtliga dagstidningar från Norrland. Studentlegitimation från Uppsala universitet fungerar som lånekort. 
Nationsbibliotekarien ansvarar för all katalogisering och inköp av litteratur. En biträdande nationsbibliotekarie och ett biblioteksutskott, bestående av representanter för olika ämnesområden, hjälper nationsbibliotekarien i sitt arbete. I anslutning till biblioteket finns även nationens arkiv som sköts av Nationsarkivarien. Arkivets äldsta handlingar, från 1600-talet fram till sekelskiftet 1900, finns deponerade på universitetsbiblioteket Carolina Rediviva.

## Studentbostäder

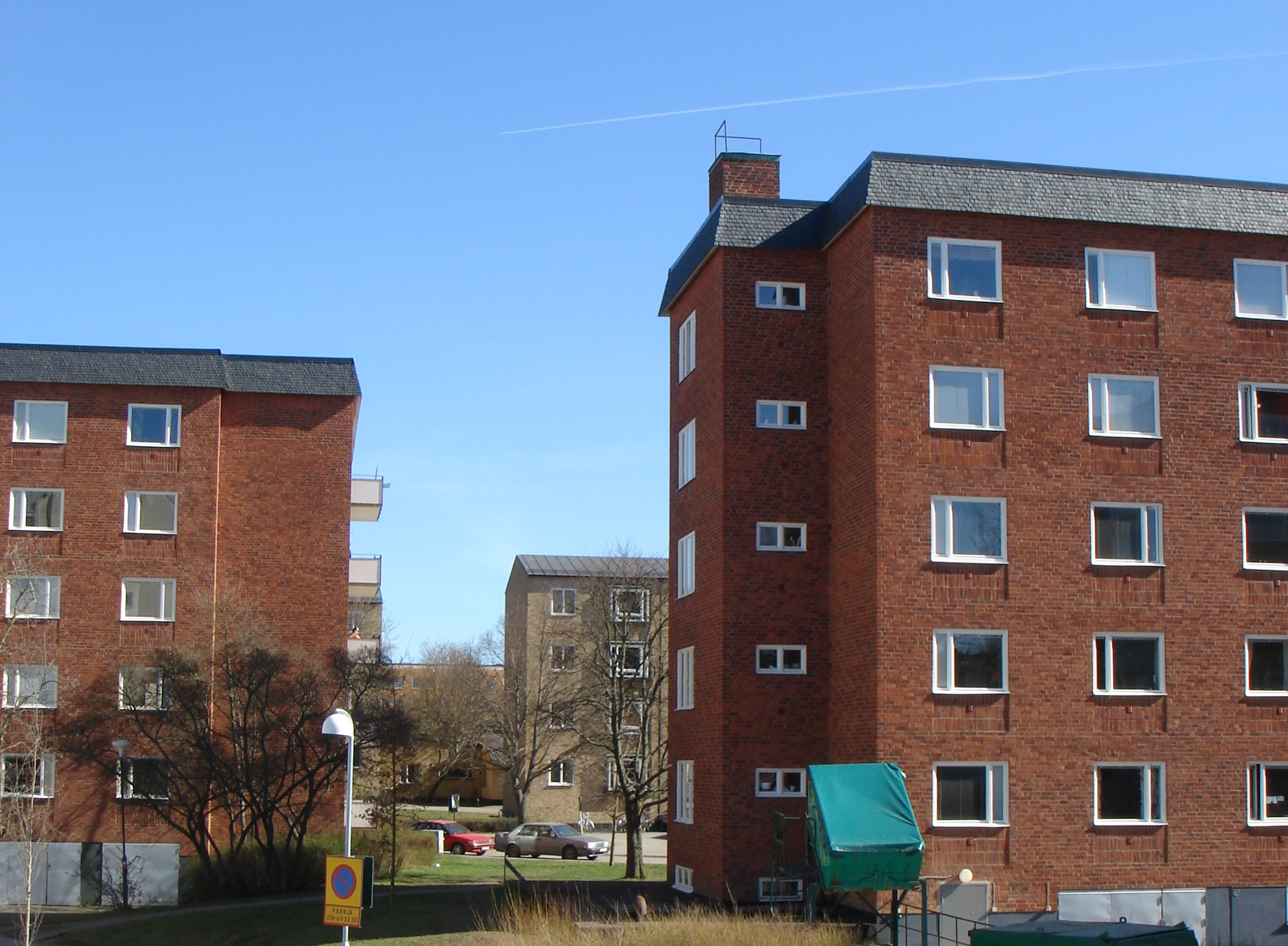
Nationens studentbostäder.

Vid 1950-talets början hade den ökade tillströmningen till universitet bidragit till att frågan om studentbostäder blivit allt viktigare. Nationen förfogade vid denna tid över endast åtta stycken studentrum som fanns på nationshusets vindsvåning, det som idag kallas föreningsvåningen. 
Tillsammans med Stockholms- och Gästrike-Hälsinge nation köpte nationen tomtmark vid Karlsroområdet och 1955 bildades bostadsstiftelsen, Stiftelsen Norrlandsgårdarna. De första bostäderna på Studentvägen var sedan inflyttningsklara och invigdes 1958. I mars 2009 utökades nationens bostadsbestånd med 48 dubblettlägenheter och 70 ettor i kvarteret Observatoriet i Ekonomikumparken. 
Norrlands nation förfogar idag sammanlagt över 490 stycken studentrum, 256 lägenheter och dubbletter samt en affärslokal.

## Stipendier
Den äldsta av nationens stipendiefonder, Tollstens stipendiefond bildades redan 1764. Till de största stipendiefonderna hör Embleton Sundbergs donationsfond. Sedan dess har ett fyrtiotal olika stipendiefonder tillkommit under åren. Dessa fonder förvaltas dels av nationen; dels av universitetet. Stipendierna delas ut till nationens medlemmar efter vederbörlig ansökan. Nationens stipendienämnd är det organ som tar emot och handlägger ansökningarna. Stipendierna är uppdelade i tre kategorier; de så kallade meritstipendierna som enbart tar hänsyn till den sökandes studieresultat; de så kallade behovsstipendierna som enbart tar hänsyn till den sökandes ekonomiska situation. Den tredje formen av stipendier, de så kallade blandstipendierna, tar hänsyn både till den sökandes studieresultat samt ekonomiska situation.

## Publikationer

### Nationstidningar
Nationens äldsta tidning, Snögubben, kom ut 1849 i fyra kända utgåvor. Sedan dröjde det till 19 november 1854 då tidningen Berg-Ufven utkom med sitt första nummer. Man skrev där om både stort och smått, allt ifrån dagsaktuella världshändelser som exempelvis det pågående Krimkriget till nationens inköp av ett piano. Tidningen Berg-Ufven blev en mer långlivad publikation än sin föregångare och gavs mer eller mindre regelbundet ut ända fram till 1890. I samband med nationens spex utgavs olika tidningar från 1880-talet och framåt. Under 1920-talet utgavs regelbundet till Valborgsspexet spextidningen Surströmmingen. Sedan skulle det dröja fram till mitten av 1950-talet innan en ny tidning gavs ut på nationen. Norrlands nation var då, 1953, den första bland nationerna i Uppsala att regelbundet utge en nationstidning, det så kallade Nationsbladet. Tidningen var stencilerad första året, men trycktes från och med hösten 1954. Tidningen bytte 1960 namn till Nationsbladet Norrlands Varjehanda.

### Skriftserier
Nationen började år 1939 publicera skriftserien Norlandica som innehåller artiklar med anknytning till både Norrlands nation i Uppsala och den norrländska hembygden. Serien har hittills utkommit med följande volymer: 1. 1939, 2. 1942, 3. 1943, 4. 1947, 
5. 1961, 6. 1972, 7. 1977, 8. 1989, 9. 2002, 10. 2003.
Från och med 1944 publicerar nationen också en årsskrift, Landsmannahälsning, som är en bildrik verksamhetsberättelse där alla typer av aktiviteter dokumenteras.

### Sångböcker
Nationen har genom åren låtit trycka många olika upplagor av Norrlands nations sångbok. Sångboken innehåller bland annat sånger med anknytning till den norrländska hembygden och dryckesvisor. Den första sångboken kom ut 1910, i form av ett litet häfte, men den första fylliga sångboken trycktes år 1933, och där fanns för första gången nationens högtidssång, Norrlandssången, med text av Torsten Sundelin publicerad. Senare upplagor av nationssångboken har utgivits, bland annat år 2007.

## Föreningsverksamhet
Norrlands nation hade 2015 omkring 8000 medlemmar.[källa behövs] På grund av det stora medlemsantalet inom nationen har ett flertal föreningar organiserats genom åren, detta för att ge ökade möjligheter till delaktighet för de enskilda medlemmarna i nationens olika aktiviteter. Nationsföreningarna är relativt fristående från nationen, de bedriver egen verksamhet, har egna stadgar och väljer sin egen styrelse. Föreningarna har ett samarbetsorgan, Föreningskonventet, som också väljer vissa av nationens funktionärer. Föreningarna samlas även till gemensamma sittningar under terminernas gång. 

### Musiklivet
Norrlands nation har och har alltid haft ett rikt musikliv. Inriktningen har främst varit körmusik i olika former men även klassisk orkestermusik samt storbandsjazz.
De olika musikverksamheterna har varit en plantskola för många sångare och musiker genom åren.

#### Körsång
År 1853 tillsattes på landskap för första gången en sånganförare och denne ledde, förutom allsång vid olika fester, nationens kör Sångföreningen. Eftersom det vid denna tid inte fanns några kvinnor vid universitetet så var Sångföreningen en manskör. Med tiden, när fler kvinnor skrevs in vid nationen så uppstod ett naturligt intresse för att även bilda en damkör, vilket slutligen skedde 1942. Mans- och damkören uppträdde enskilt, men även tillsammans under namnet Blandade kören.
År 1957 bildades en kontinuerligt verkande blandad kör med namnet Norrlandskören. Dåvarande sånganföraren Folke Bohlin var den som grundade den nya kören. Tillsammans med nationsorkestern och under konstnärlig ledning av Eric Ericson startade det ambitiösa projektet "Norrlands nations musikverksamhet". En majoritet av kören lämnade nationen 1964 och blev en fristående kör under namnet Uppsala akademiska kammarkör, men direkt bildades då den nya Norrlandskören vid nationen av nationens sånganförare.
En nedgång av manskörsverksamheten skedde på nationen efter den blandade körens tillkomst, och under de följande åren begränsades manskörsången främst till serenadsång i olika kvartettformat samt så kallade "Sångarbord" vid nationens vårbal, höstfest och majmiddag. Först i slutet av 1980-talet återkom manskören i stort format och med regelbundna repetitioner. Manskören, numera med namnet Chorus Virorum, brukar sjunga på nationens gasker och baler samt sjunger även på beställning av landsmännen serenader för deras damer natten före vårbalen under den så kallade Serenadnatten.

#### Orkestermusik
Från och med 1862 vet man att en orkester funnits vid nationen, det så kallade Norrlands nations kapell som spelade musik vid nationens danstillställningar samt vid musikaliska soaréer. Orkestern leddes från slutet av 1860-talet fram till 1882 av den legendariske Daniel "Donizetti" Wiström. En bleckblåsarorkester var också verksam vid samma tid, de så kallade Blåsargesällerna.
År 1952 återuppstod orkestermusiken vid nationen då Nationsorkestern senare kallad Norrlands nations Kammarorkester bildades. Orkestern samarbetade sedan med den år 1957 bildade Norrlandskören. Nationsorkesterns verksamhet vid nationen pågick fram till 1980. Därefter lämnade man nationen och bedriver idag sin verksamhet under namnet Uppsala Kammarstråkar.
En ny orkester bildades 1986 av Greger Andersson, med ett nytt namn: Norrlands nations salongsorkester. Orkestern spelar valser och polonäser på nationens baler, men också kammarmusik och symfonisk musik vid olika konsertarrangemang. Kurt Lewin var orkesterns dirigent åren 1989-2006. Sedan 2021 är Jakob Aspenström dirigent för orkestern.

#### Storband

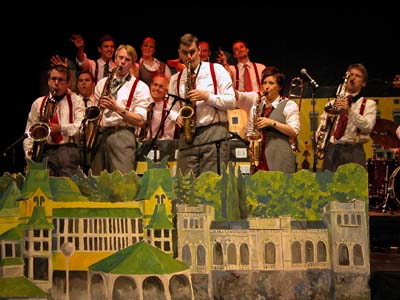
Phontrattarne vid sin Grand Show 2005.

Föreningen Jamtamot bildade 1956 en blåsorkester som kom att kallas Reddningscorpset. Från att ha mest spelat marschmusik så breddades repertoaren till storbandsjazz och svensk schlager. Orkestern bytte då också namn till Phontrattarne och blev en orkester för hela nationen. Orkestern spelar på olika nationsfester och danstillställningar. Varje år uppför den en Grand Show på Reginateatern tillsammans med sin balett.
Nationens andra storband Attraktionsorkestern med sin showdansgrupp Attrapperna har varit verksam sedan 1978. Orkestern började sin bana under namnet A. Mozart & the Wolfgang, och spelar allt från storbandsjazz till soulmusik. "Attra" sätter varje år upp en Luciashow på Norrlands nation. Från början var det endast underhållning för gästerna på Norrlands nations Luciagask, men numera gör orkestern flera föreställningar för allmänheten dagarna omkring Lucia.

### Spex och teater
Den första teaterföreställning som är känd på nationen framfördes 1858 under beteckningen: "en fri bearbetning och lokalisering av La Convention Nationale" eller Nationalkonventet. Från och med 1861 började teaterverksamheten anta fastare former. Verksamheten ställdes under ledning av nationens teaterdirektör och olika spex framfördes. Under 1860- och 1870-talen framfördes ett större spex varje termin.
Spexandet har därefter tidvis legat i träda. Till exempel förekom liten eller ingen verksamhet under 1880-talet. Under första delen av 1900-talet, med undantag av en period under 1920-talet, var spexandet en mycket sällsynt företeelse. En tillfällig blomstringsperiod uppkom på 1950-talet men verksamheten vissnade på nytt under 1960- och 1970-talet. Det var först 1984 som spextraditionerna återupptogs i och med bildandet av Norrlands Nations SpexEnsemble, NoNSEns. De uppförde sitt första spex: "Linnés lappländska resa" 1985 och sätter numera upp ett storspex varje vår, senast "Spextra! Spextra! Spartanerna kommer!", 2013. År 2007 representerade NoNSEns Uppsala vid Spex-SM.
Nationen har också tidvis haft en teatergrupp med drama på repertoaren. År 1971 spelade den pjäsen "Spelet om Stora Blåsjön" som handlade om den då pågående hungerstrejken i byn Stora Blåsjön i Jämtland. Pjäsen blev uppmärksammad i media och man turnerade med den runt om i landet. Teatergruppen var senast verksam i mitten av 1990-talet.

### Nationsidrotten
Norrlands nations idrottsliv kan spåras tillbaka till år 1877 då en skidutflykt till Eklundshof hade anordnats. Nationen inskaffade därefter ett antal skidor till medlemmarna och olika skidtävlingar genomfördes. 1880 bildades det en gymnastikklubb. Mellan åren 1880 och 1890 fanns även ett roddarsällskap. 1901 anlades en tennisbana på platsen där nuvarande nya nationshuset är beläget. Året efter beslöt man att installera en ny nationsfunktionär – Idrottsförmannen. Nationsidrotten bedrivs sedan 1973 inom nationens idrottsförening: Norrlands nations Idrottsförening, NNIF under ledning av idrottsförmannen. Föreningen består idag av en mängd olika sektioner som representerar ett stort antal idrotter. Genom åren har föreningen varit framgångsrik i olika tävlingar och framför allt vad gäller vinteridrott. NNIF tillhör också Sveriges Akademiska Idrottsförbund, SAIF som är ett specialförbund under Riksidrottsförbundet. Säsongen 2005–2006 blev NNIF utnämnd av SAIF, till Sveriges bästa studentidrottsförening.

### Landskapsföreningar
Landskapsföreningarna är ett slags sällskapsföreningar på regional grund fördelade på fyra herr- och tre damföreningar. De ordnar bland annat möten, middagar och andra aktiviteter, antingen för sig själva eller tillsammans med någon annan av föreningarna.
Föreningen Jamtamot grundades år 1907 och återupplivades, efter en viloperiod 1911-1914, som Jamtamot redivivum den 23 februari 1915. Föreningen vänder sig till manliga studenter från landskapen Jämtland och Härjedalen. Den samlas till Mot några gånger per år. Jamtamot ger ut en tidning, Jamtlands Tidning, samt delar årligen ut ett hederspris till någon som gjort en värdefull insats för hembygden. Den ordnar också, tillsammans med sin systerförening Härja-Jämt, gasken Samarret.
Hembygdsföreningen Birkarlarna grundades den 25 mars 1934. Föreningen är öppen för manliga studenter från eller intresserade av Norrbottens län och Västerbottens län. Birkarlarna samlas varje år till ett antal traditionella Stämmor. De ordnar även en skidtävling, Birkarlarenneth med epitet Världens hårdaste skidtävling, samt en efterföljande bankett.
Föreningen Skvadern grundades den 20 oktober 1950. Föreningen är öppen för manliga studenter från eller intresserade av Medelpad. Föreningen samlas till ett antal Spel varje år. Den anordnar även gasken SkvaderDam.
Föreningen Angermannalaget utgörs av manliga studenter från eller intresserade av Ångermanland. Föreningen grundades officiellt den 1 december 1958 men hade varit verksam en kort period redan 1946. Angermannalaget eller A-laget som föreningen också kallas samlas till Rådstugor ett antal gånger varje år. Den anordnar gasken Guschelov samt delar ut ett kulturpris till välförtjänt person som gjort en insats för hembygdens kulturliv.
Föreningen Ypsilon grundades den 20 mars 1962. Föreningen utgörs av kvinnliga studenter från eller intresserade av Medelpad och Ångermanland. Föreningens medlemmar samlas varje år till antal sammankomster så kallade Yror. Man anordnar även varje år gasken Älggasquen.
Föreningen Vajan grundades 25 februari 1963 och är öppen för kvinnliga studenter från eller intresserade av Norr- och Västerbotten. Föreningens sammankomster kallas för Gärden. Vajan anordnar gasken Härken varje år.
Hembygdsföreningen Härja-Jämt grundades 1964 och är öppen för kvinnliga studenter från eller intresserade av Jämtland och Härjedalen. Härja-Jämt – eller H-J som de också kallas – samlas några gånger varje år till sammankomster som kallas Oppsittjen. Varje år utser de en hedersledamot som kallas Gåmå. Denna utnämnelse går till en kvinna som har gjort någonting värdefullt för hembygden. De anordnar som tidigare nämnts en gask tillsammans med Jamtamot.
Från 2005 fanns även en förening, Söder om Sundsvall (S O S), som var öppen för både män och kvinnor. Föreningen riktade sig främst mot de av nationens medlemmar som inte hade någon anknytning till Norrlands nations traditionella upptagningsområde. Föreningens medlemmar samlades varje år till ett antal sammankomster, så kallade Smedjor. Föreningens verksamhet  upphörde 2016.

### Bildkonst

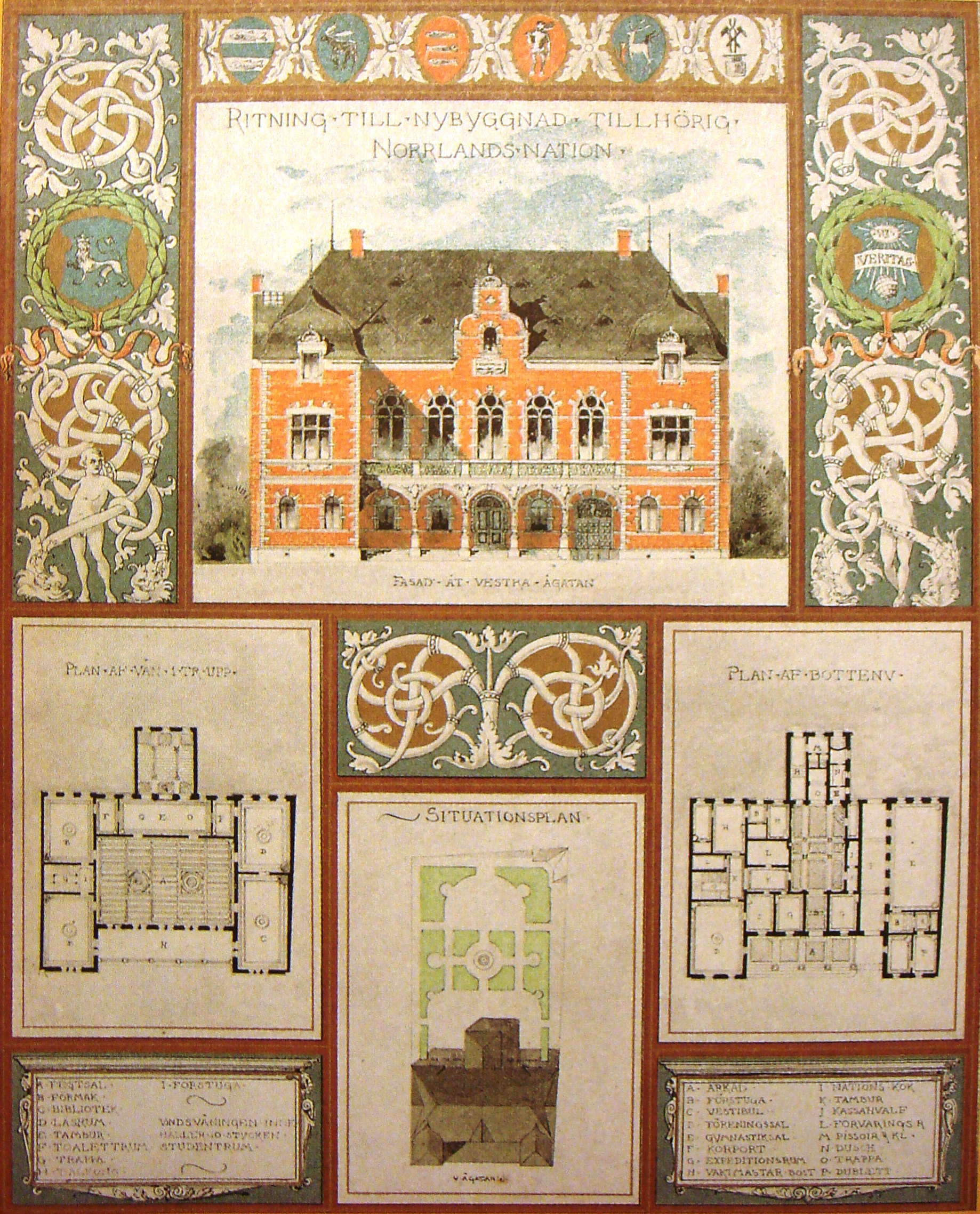
Ritning av nationshuset av Isak Gustaf Clason.

Det har tidigare funnits föreningar med konstinriktning. Dessutom har några av landskapsföreningarna tidvis ordnat konstutställningar. Idag är endast nationens fotoförening aktiv när det gäller att fånga intresset för bildkonsten. Föreningen ordnar utställningar, fotoexkursioner samt en rad olika kurser. Det finns också en förtroendeman vid nationen: Antikvarien, som ansvarar för den konst samt de inventarier som tillhör nationen.

### Historiska föreningar
Det har under årens lopp funnits en rad olika föreningar vid Norrlands nation . Som tidigare nämnts har länsföreningarna och teatergruppen numera ingen verksamhet, men betraktas som "vilande".
Den äldsta föreningen på nationen var Landsmålsföreningen som bildades 1874, den bytte snart namn till Landsmåls- och fornminnesföreningen vilken sysslade med hembygdshistoria och dialektforskning med mera. Föreningen uppgick 1886 i Uppsala studentkårs landsmålsförening.
Talföreningen, eller Föreningen för talövningar som den egentligen hette, bildades i mitten på 1870-talet. Föreningen var unik eftersom den inte hade någon styrelse eller medlemsavgifter utan enbart en ordförande.  
Talföreningen fungerade som en diskussionsklubb, och under åren anordnades allehanda debatter om vitt skilda ämnen. Under 1960-talet förekom även vissång samt folkdansuppvisningar. Man startade 1964 även ett arrangemang kallat "Orator's Corner" som kom att nå ryktbarhet under Torbjörn Säfves tid som ordförande. Efter 1972 har Talföreningen inte längre någon verksamhet.
År 1905 bildades Norrländska studenters folkbildningsförening av Theodor Hellman och Eric Festin i ett samarbete med Gästrike-Hälsinge nation, den andra norrländska nationen i Uppsala. Dess medlemmar reste runt och höll hembygdskurser och föreläsningar, och blev bland annat en viktig orsak till grundandet av många lokala hembygdsföreningar i Norrland. Föreningen startade även utgivningen av en småskriftserie i skilda ämnen, oftast med norrlandsanknytning, som utgavs under åren 1906-1928. Föreningen uppgick år 1914 i Föreningen för norrländsk hembygdsforskning, och lämnade därmed Norrlands nation.
Norrländska Uppsalagruppen (NUG) bildades 1965 och var en underavdelning till Norrlandsförbundet. År 1971 blev föreningen en delförening tillhörande nationen. Föreningen förde en livaktig debatt kring frågor om avfolkningen av Norrland samt miljö-, regional- och näringspolitik. Gruppen fick betydelse i den svenska regionalpolitiska debatten och väckte ett nationellt intresse för norrlandsfrågor, inte minst vid debatten om bevarandet av de stora norrlandsälvarna. Gruppens verksamhet avstannade i slutet av 1970-talet.
Vid slutet av 1970-talet funderade några nationsaktiva kvinnor på att bilda en förening, och vid ett höstlandskap 1980 blev Ekbergska sällskapet en av nationens erkända föreningar. Namnet på föreningen tog man efter nationens första kvinnliga medlem, Eva Maria Carolina Ekberg. Syftet med sällskapet var att genom ett slutet sällskap samla de kvinnor som hade varit ämbetsmän eller aktiva i föreningsstyrelser på nationen. Ekbergska sällskapet lade ned sin verksamhet och blev en vilande förening vid slutet av 1990-talet.
Laponia eller Hembygdsföreningen Laponia i Uppsele, som den även kallades, var en förening för både män och kvinnor med anknytning till, eller intresse av Lappland. Föreningen bildades 1987 och hade ett markant inslag av teologi-studenter bland medlemmarna. Verksamheten skulle vara alkoholfri och utgjordes främst av olika talarmiddagar så kallade Visten. Man ordnade även kyrkkaffe om söndagarna samt gjorde många studiebesök som kallades Rajder. Föreningens verksamhet upphörde år 1995.
Övriga föreningar eller sammanslutningar som varit aktiva på nationen är Medelpads gille (vid 1900-talets början), Tornedalsgillet (1948–1968) för tornedalingar, Sameföreningen (1970~1985) för samer, och slutligen Konstföreningen, som senare kom att kallas Kulturföreningen.

## Senior- och alumnverksamhet
För alumner finns Seniorskollegiet och Norrländska Uppsalakamrater (NUK).
Fram till slutet av 1960-talet var nationens medlemmar uppdelade i tre kategorier studenter: recentior var den som studerade sin första och andra termin, därefter blev man junior. Efter sammanlagt sex terminers studier kunde man, efter ansökan, bli senior. I slutet av 1980-talet återupprättades seniorsverksamheten på nationen. Senior kan alla medlemmar av nationen som varit inskrivna i minst sex terminer ansöka om att bli. Kuratel och klubbverk blir seniorer utan ansökan efter deras ämbetsperiod. Nationens seniorer, både aktiva och alumner, samlas i Seniorskollegiet. Varje år kallar Seniorskollegiet till två traditionella möten. Det ansvarar för att årsskriften Landsmannahälsning utges samt bistår kuratelet på olika sätt, bland annat genom att upprätthålla kontakten med nationens hedersledamöter. Seniorskollegiet ordnar varje tjugondedag Knut julgransplundring för barn till nationsmedlemmar och alumner. Dessutom förekommer till exempel talarmiddagar, sångboksaftnar samt kulturvandringar. Vart femte år ordnar Seniorskollegiet decenniegasker för alumner vid nationen från olika decennier.
Norrländska Uppsalakamrater (NUK) grundades år 1918 och är en förening för alumner boende främst i Stockholm med omnejd. Föreningen brukar ha ett par möten per termin, ofta kombinerad med någon form av studiebesök.

## Vännationer
Norrlands nation har utbyte med ett flertal vännationer och föreningar. Till Helsingfors vet man att norrlandsstudenterna reste redan 1857. Den första gången man officiellt var inbjuden till ett besök, var 1909 då man besökte Vasa avdelning vid kejserliga Alexanderuniversitetet i Helsingfors. Under de följande åren intensifierades utbytet med främst nationerna i Helsingfors och senare Åbo i Finland. Utbyte skedde med tiden även med nationer och föreningar i Danmark, Tyskland, Estland och Lund. Det internationella utskottet under ledning av den Internationella sekreteraren ansvarar varje vår för att anordna en internationell stipendiatvecka. Även nationsmedlemmar får efter ansökan möjlighet att delta i motsvarande internationella veckor i Lund eller utomlands.
De nationer och föreningar som Norrlands nation idag har utbyte med är följande:
- Vasa nation, Helsingfors
- Pohjois-Pohjalainen Osakunta, Helsingfors
- Etelä-Pohjalainen Osakunta, Helsingfors
- Österbottniska nationen, Åbo
- Studenterforeningen, Köpenhamn
- Studentenwerk Schleswig-Holstein, Kiel
- Sydskånska nationen, Lund

## Inspektorer
När nationerna bildades i Uppsala sågs de, på grund av sin oberoende ställning, som ett hot av universitetet. För att få bukt med eventuella subversiva element samt stävja fylleri och allmän oreda bestämdes det år 1663 att varje nation skulle sättas under tillsyn av en inspektor, tillika professor vid universitetet. Norrlands nation har under åren haft 17 inspektorer, de äldre nationernas oräknade. Nationens inspektor väljs av nationsmedlemmarna vid ett landskap.
Mellan 1978 och 2003, det vill säga hela 25 år, var professor Stig Strömholm nationens inspektor, och under större delen av denna tid var han också universitetets rektor. Strömholm efterträddes av Tore Frängsmyr, professor i idé- och lärdomshistoria, som avgick år 2011 och efterträddes av Cecilia Pahlberg, professor i företagsekonomi.
Hon efterträddes den 18 november 2023 av Tobias Sjöblom, professor i tumörgenetik.
Genom åren har det vid inspektors frånfälle tillsatts en ställföreträdare, en så kallad proinspektor, och 
sedan år 2003 finns en permanent vald proinspektor vid nationen. Proinspektor mellan 2003 och 2011 var Cecilia Pahlberg, som efterträddes av Mats Hjortberg år 2011. Nuvarande (2018) proinspektor är Maria Forsberg.

## Bildgalleri

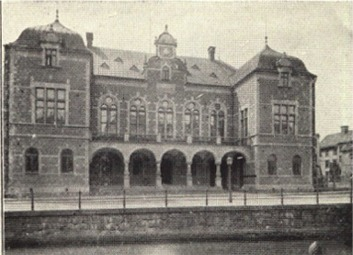
Nationshuset år 1911.
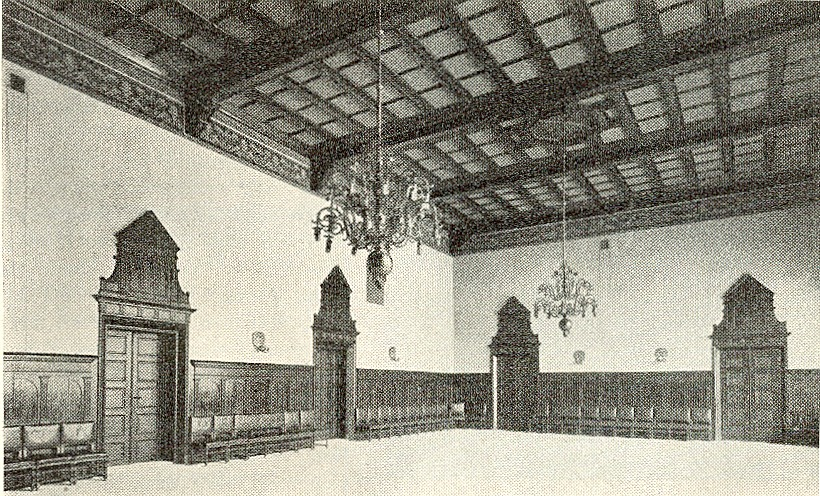
Stora salen år 1911.
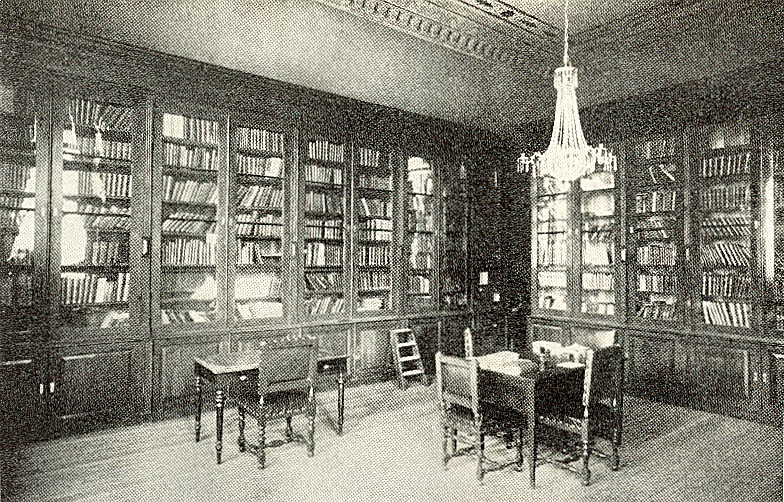
Nationsbiblioteket år 1911.